# Fort Saint-Jean (Marseille)
Pour les articles homonymes, voir Fort Saint-Jean.
Le fort Saint-Jean est une construction militaire située à Marseille, à l'extrémité sud-ouest du vieux quartier du Panier ou de l'Hôtel de ville. Construit en calcaire rose de La Couronne, il est placé sur un éperon qui borde au nord la passe de l'entrée du Vieux-Port en prolongement de la butte Saint-Laurent. Il doit son nom à la commanderie des Hospitaliers de Saint-Jean de Jérusalem, établie sur ce promontoire vers la fin du XIIe siècle.
À son emplacement, des vestiges de la première occupation grecque au VIe siècle av. J.-C. ont été découverts. Au milieu du XVe siècle, une puissante tour carrée est construite par le roi René pour garder la passe du port. Une tour ronde dite du fanal est construite en 1644. La construction du fort est décidée par Louis XIV à l'époque de la fronde provençale. En mars 1660, Marseille est assiégée par l'armée royale après sa rébellion contre le roi qui confie à son Commissaire Général des Fortifications le soin de réaliser une citadelle plus dans le but de permettre aux garnisons royales de mater une autre révolte urbaine et de bombarder la ville que de protéger le Vieux-Port d'une attaque venue de la mer. La première campagne de construction est réalisée de 1668 à 1671 par le chevalier de Clerville, après expropriation des Hospitaliers et de nombreuses habitations. L'ingénieur qui a d'abord fait édifier le fort Saint-Nicolas bordant au sud la passe du port, fortifie la place d'une enceinte bastionnée autour de la commanderie et de la tour Maubert, et fait construire les bâtiments intérieurs (casernes, galerie des officiers). La seconde campagne, dirigée à partir de 1679 par Vauban, renforce la protection par le creusement d'un large fossé inondable et d'une batterie basse à barbette.
Pendant la Révolution française, le fort sert de prison pour Philippe Égalité et deux de ses fils. Des Jacobins arrêtés à Marseille et à Aubagne seront enfermés dans le fort et massacrés le 5 juin 1795 par des royalistes. Pendant la Seconde Guerre mondiale, les troupes allemandes y entreposent un dépôt de munitions, dont l'explosion à la Libération provoque la destruction de plusieurs bâtiments anciens.
Le fort Saint-Jean a été classé monument historique par arrêté du 16 juin 1964.
Après avoir abrité le Département des recherches archéologiques subaquatiques et sous-marines (DRASSM), le fort Saint-Jean est intégré depuis 2013 au musée des Civilisations de l'Europe et de la Méditerranée (MuCEM).

## Site

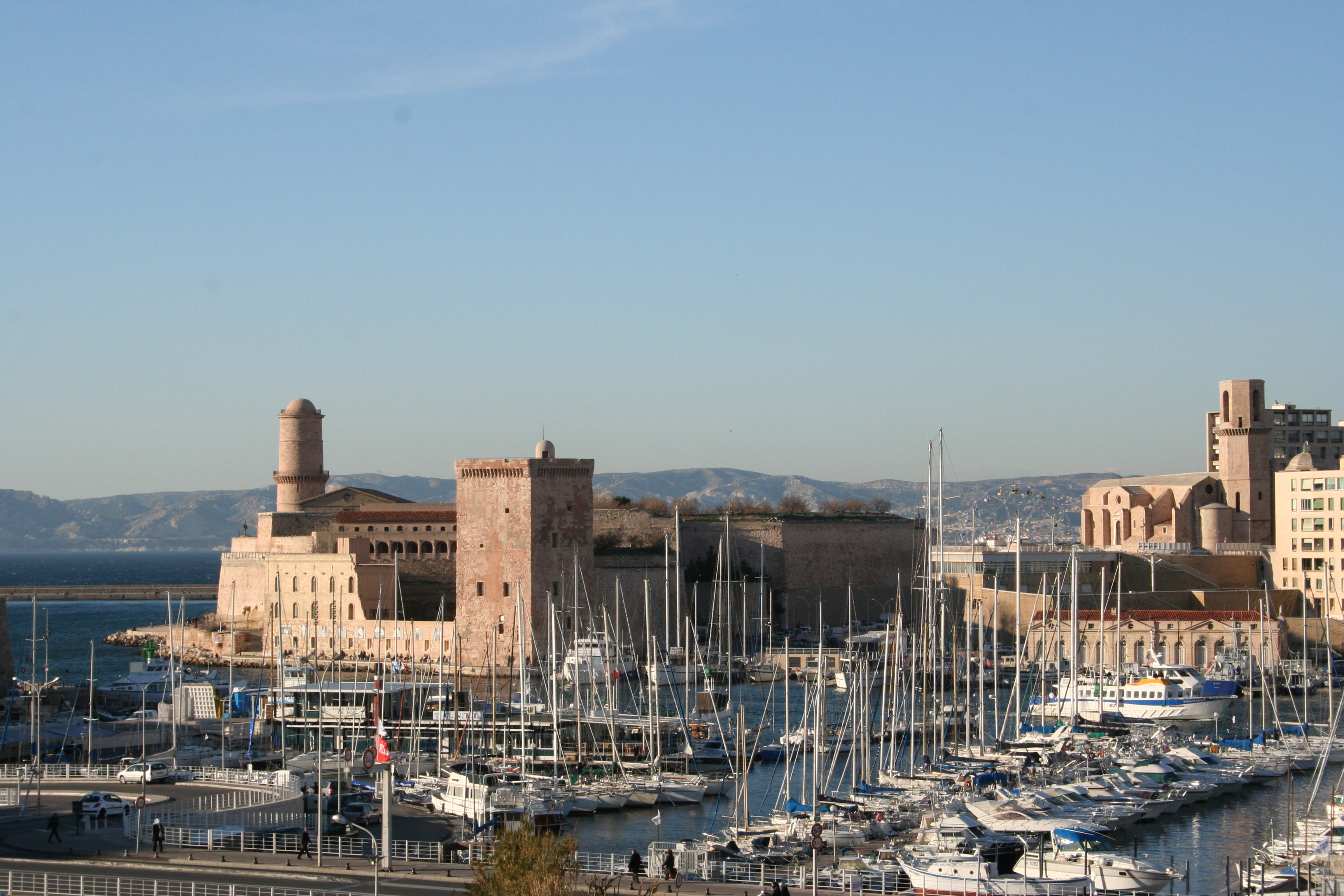
Le Fort Saint-Jean à gauche
et l'église Saint-Laurent à droite.

La ville antique de Marseille, fondée par les Grecs au VIe siècle av. J.-C., se trouve au nord du Vieux-Port. À l'intérieur des anciens remparts, visibles dans le jardin des vestiges, se dressent trois buttes alignées du sud-ouest au nord-est : la butte Saint-Laurent, celle des moulins et celle des carmes. Actuellement, on trouve respectivement sur ces buttes le fort Saint-Jean et l'église Saint-Laurent, la place des Moulins et l'église des carmes.
La première butte est constituée de deux hauteurs, sur l'une desquelles a été édifié le fort Saint-Jean et sur l'autre l'église Saint-Laurent. Une restitution de l'ancienne topographie du fort Saint-Jean a été possible grâce aux sondages effectués par les archéologues Vasseur en 1908 et Gantés en 1991. Cette hauteur s'élève à 19,76 m NGF et était séparée de la seconde culminant à environ 26 m NGF par une dépression située à 8 m NGF seulement.
Dans cette dépression, un fossé a été creusé en 1679 pour la protection du fort, puis en 1845 un canal de jonction entre le Vieux-Port et le port de la Joliette, et enfin le quai de la Tourette après comblement du canal en 1937.

## Occupation grecque

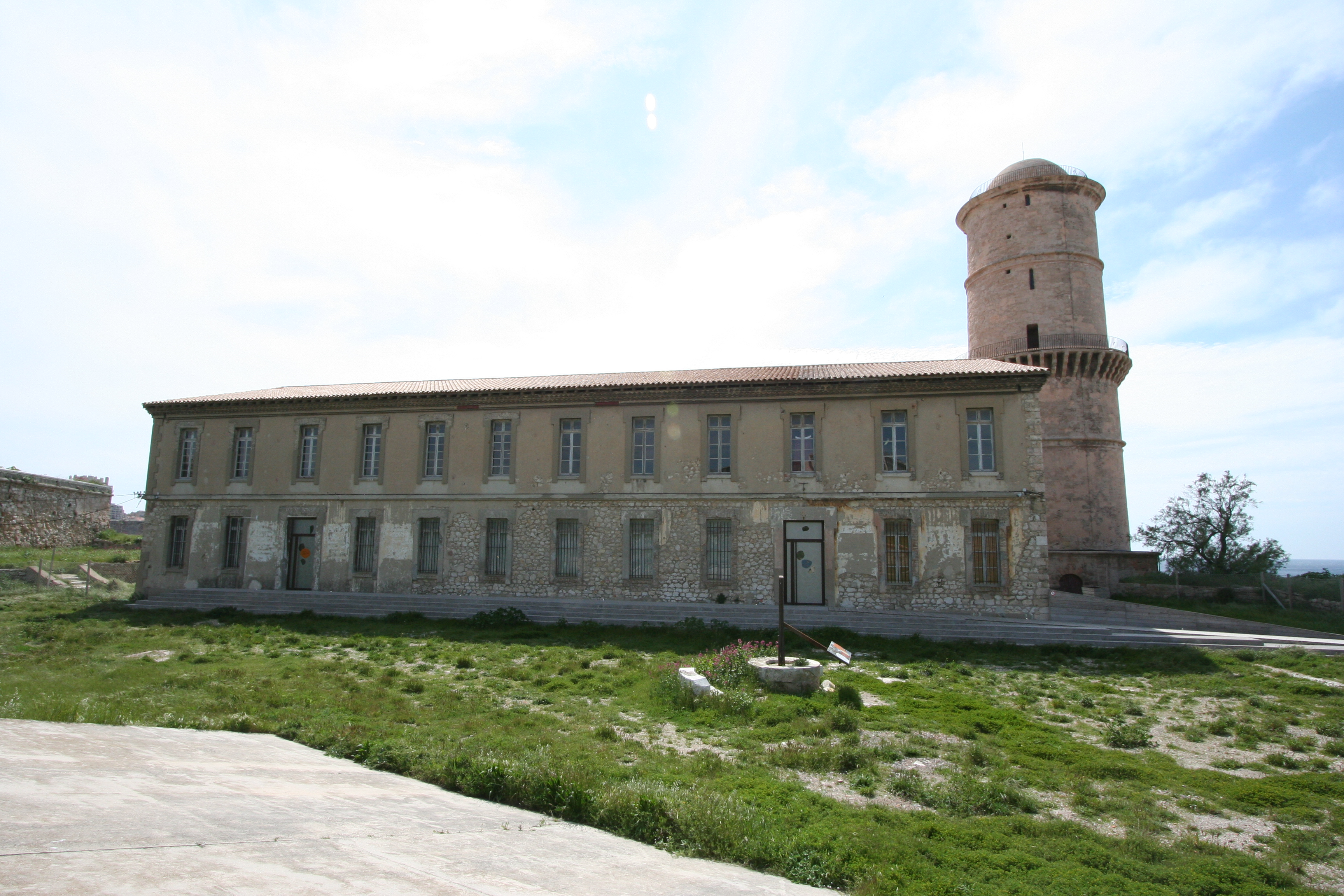
Ancienne caserne ou
bâtiment Georges Henri Rivière.

Le site du fort Saint-Jean a été occupé dès le début du VIe siècle av. J.-C. (600-580) par les Phocéens. Des fouilles ont été entreprises par Vasseur en 1908 à l'occasion de la construction d'une caserne près de la tour du fanal. Cette ancienne caserne est actuellement occupée par le Musée des Civilisations de l'Europe et de la Méditerranée (MuCEM) et a été dénommée bâtiment Georges-Henri Rivière. Les recherches archéologiques se sont portées dans cinquante puits de forage qui datent de la construction du bâtiment. Les fragments de poterie trouvés sont caractéristiques du début de l’âge du fer et datent de la première moitié du VIe siècle av. J.-C..
Les couches les plus anciennes sont recouvertes par un niveau sableux, lui-même surmonté d'une couche de remblai. Celle-ci a livré des fragments de céramiques hellénistiques, datables de la première moitié du IIe siècle av. J.-C. Une campagne de carottage géotechnique effectué en 1991 à proximité de la caserne a permis de découvrir la trace de couches archéologiques des IIIe et IIe siècles av. J.-C..

## Le château Babon
Au VIIIe et Xe siècles, Marseille est victime de nombreux raids perpétrés par les Sarrasins et par des pirates grecs. C'est le cas en 736, 739, 838 et 848. Ruinée et en partie abandonnée, la ville change de visage. Les habitants se réfugient dans un réduit fortifié construit entre l'entrée du port et la place de Lenche. Cette forteresse est connue sous le nom de château Babon, du nom d'un évêque de l'époque. D'après l'historien Joseph-Hyacinthe Albanès, le diacre Babon mentionné dans la charte 28 du cartulaire de Saint-Victor en 840 serait ce futur évêque. Le château est édifié sur le sommet de la colline où se trouve l'actuelle église Saint-Laurent, appelée au Moyen Âge Saint-Laurent du château Babon. En 884, les Sarrasins débarquent près de Saint-Tropez et ravagent la Provence. En 923, ils dévastent le monastère de Saint-Victor mais ne peuvent s'emparer du château Babon.
L'existence de ce château est connue notamment par une lettre de l'empereur Frédéric Barberousse datée du 17 avril 1164. Elle confirme à l'évêque Pierre les droits et les possessions de l'église de Marseille, parmi lesquelles il cite le « castellum Babonis ». Le tracé de cette fortification a pu être approximativement restitué : à l'ouest il suit le rivage, et à l'est il sert de limite entre la ville vicomtale et la ville épiscopale. Sa limite nord se trouve au niveau de l’actuelle rue Fontaine-des-Vents, à hauteur de la place de Lenche.

## Les Hospitaliers de Saint-Jean de Jérusalem
Les ordres militaires, Templiers et Hospitaliers, apparaissent à Marseille à la fin du XIIe siècle, leur installation étant liée au développement des relations commerciales du port avec l’Orient. Les deux commanderies sont situées chacune à une extrémité du port de Marseille : celle des Templiers se trouve à l'emplacement de l'actuelle église des Augustins et celle des Hospitaliers à l'entrée du port où se situe le fort Saint-Jean.
La commanderie des Hospitaliers est construite en calcaire rose de La Couronne sous les murailles du château Babon. Elle est mentionnée dès 1178. En 1202, le pape Innocent III accorde aux Hospitaliers des droits de sépulture, ce qui entraîne un conflit avec l’église des Accoules. À cette époque, la commanderie a une grande influence, d'où le souhait du comte de Provence Alphonse II d'y être enterré.
Au début du XIIIe siècle, les Hospitaliers construisent une église à nef unique, dénommée église Saint-Jean, à proximité de l'église Saint-Laurent. Elle sera englobée au XVIe siècle dans les remparts du fort Saint-Jean.
Au milieu du XIVe siècle, ils font construire un nouveau bâtiment, contigu à la tour Saint-Jean (actuellement tour du roi René), en bordure de la passe et appelé par la suite palais du commandeur. Dans ce palais sont reçus les cardinaux de la suite papale lors de la venue d'Urbain V à Marseille en 1365. Après sa transformation au XVIIe siècle, ce palais devient l'une des plus belles demeures de la ville, la seule susceptible de loger des princes et des personnages de haut rang.

## La tour Maubert

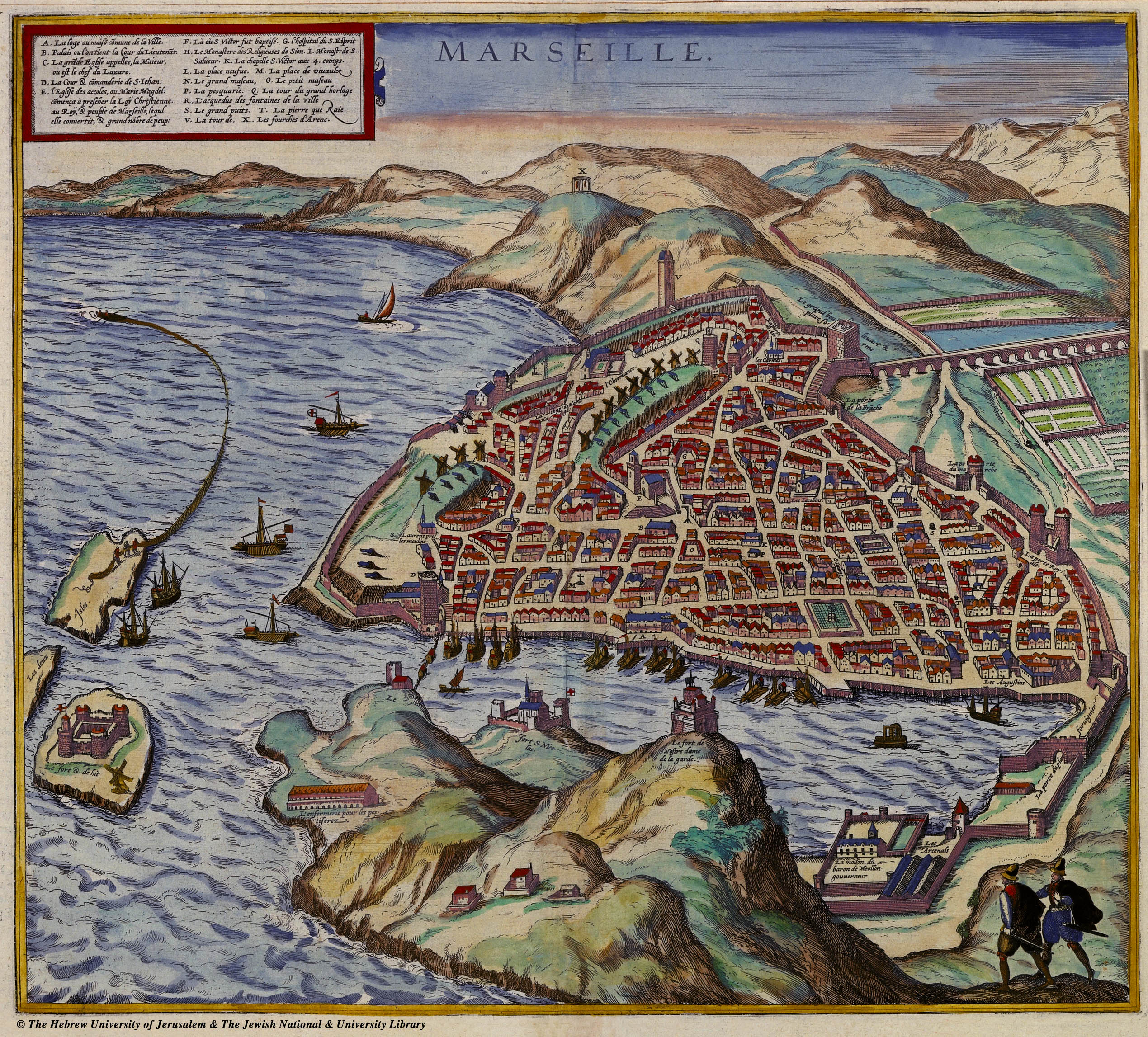
Carte de Marseille en 1575.

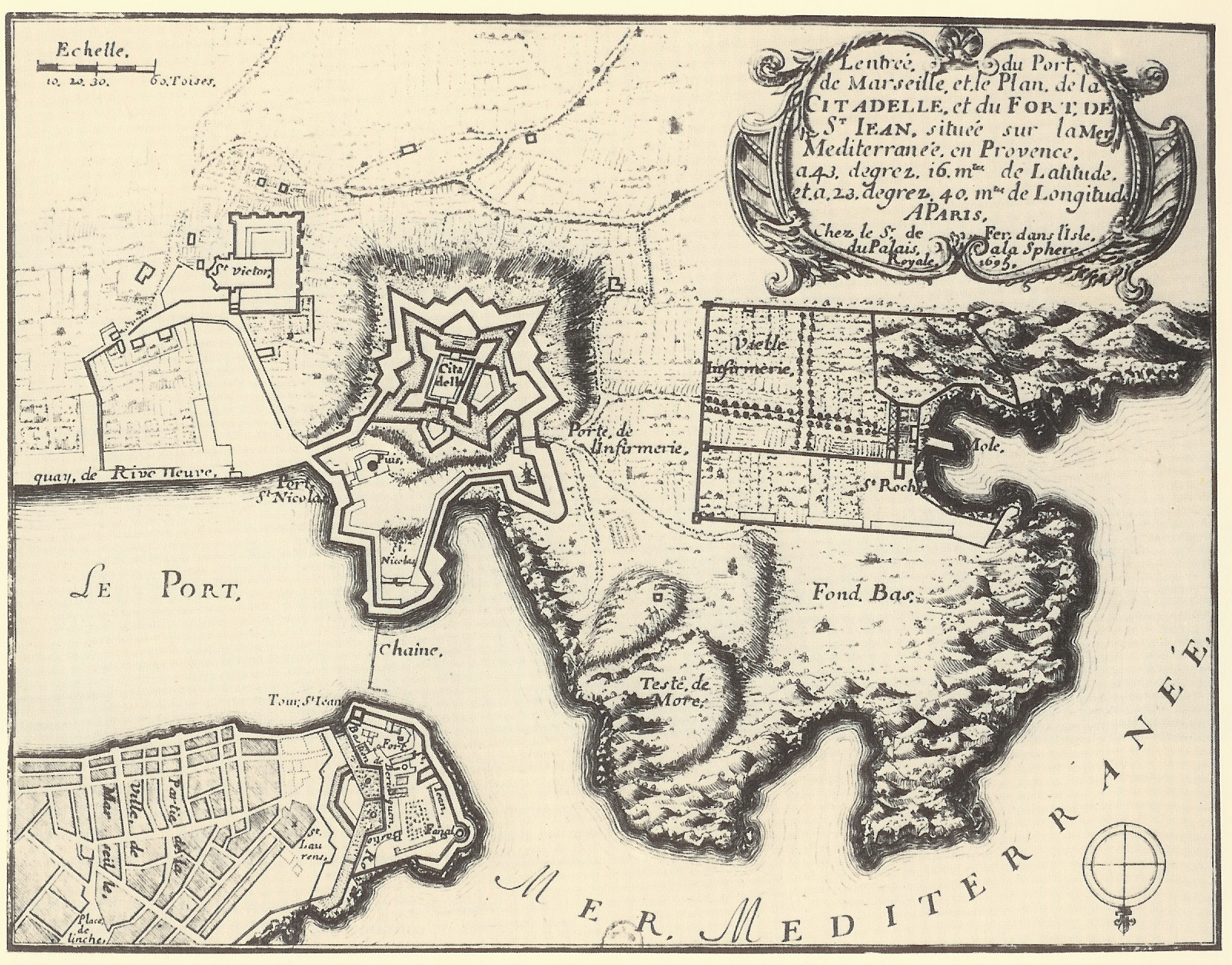
L'entrée du Vieux-Port en 1695
avec indication de la chaîne.

Crochet d'attache de la chaîne ou jas d'ancre fiché dans un quai sous le fort (à droite de la photo) ?.

Au XIIe siècle, le système de défense du port est concentré au niveau de la passe du port. Pour atteindre les eaux calmes du lacydon, les navires doivent d'abord pénétrer dans une baie qui forme un avant-port entre le Pharo et la butte Saint-Jean-Saint-Laurent. À l'est de cette baie s'ouvre un passage très resserré qui donne accès au port. Cette passe, située entre les actuels fort Saint-Jean et fort Saint-Nicolas, est large d'environ 100 m aujourd'hui, mais elle était beaucoup plus étroite au Moyen Âge. La partie sud était obstruée sur un peu plus des deux tiers par des rochers affleurants, interdisant tout passage de navire. Un pilier en maçonnerie était construit sur un haut fond situé à une trentaine de mètres de la tour Maubert. Les statuts municipaux de 1268 interdisent aux bateaux de jeter l'ancre au niveau de cette passe
Celle-ci s'élevait à l'emplacement de la tour du roi René. Deux chaînes (une chaîne fixe au sud, une chaîne mobile au nord, ouverte par une embarcation, mises en place au temps des premières croisades), étaient tendues entre le massif sud et la tour Maubert pour empêcher le passage des navires ennemis. 

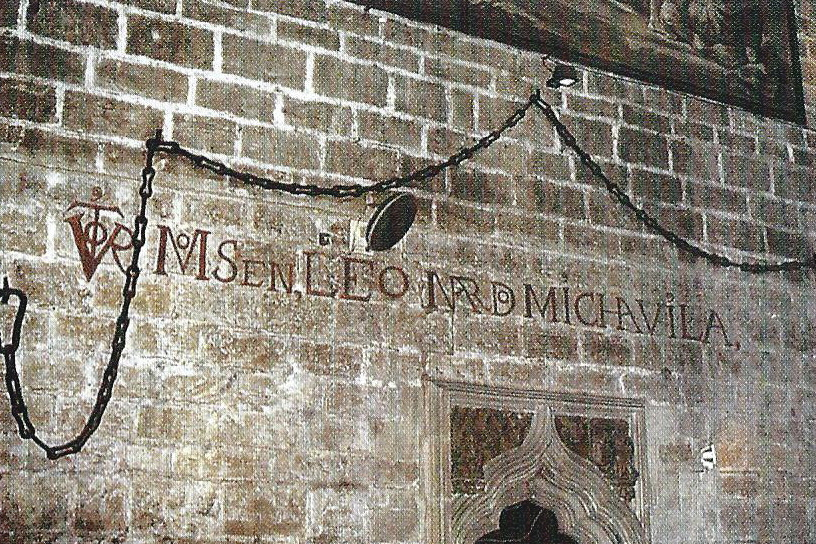
Cathédrale de Valence en Espagne. Chaîne du port de Marseille prise par les troupes d'Alphonse V d'Aragon en 1423 lors de la prise de la ville.

La tour Maubert est également appelée tour de la chaîne (turris cathene portus). L'entretien de cette chaîne et les frais de garde sont à la charge du comte de Provence, qui néglige souvent ses obligations. La chaîne est tendue au moyen d'un cabestan placé dans la tour : la présence d'un treuil est en effet mentionné dans un inventaire de 1302.
Ce système de défense se montre défaillant lors de l'attaque de la ville et de sa mise à sac par les troupes du roi Alphonse V d'Aragon, le 20 novembre 1423. En effet, un détachement ennemi débarque dans l'actuelle anse des Catalans, qui prendra ce nom ultérieurement pour d'autres raisons. La garnison du fort Saint-Nicolas est neutralisée et le passage du port est ouvert. La ville est prise et pillée, et la chaîne emmenée comme trophée et exposée dans la cathédrale de Valence (Espagne). Remplacée par une nouvelle, elle est restée opérationnelle jusqu'en 1820. Le crochet d'attache d'une chaine serait encore fiché dans un quai sous le fort.

## La tour du roi René
Après le pillage de la ville en 1423, la tour Maubert et les remparts de la commanderie menacent ruine. Le roi René décide d'édifier à la place de la tour Maubert une tour plus puissante, qui sera construite de 1447 à 1452. C'est l'actuelle tour carrée du fort Saint-Jean.
Sa construction est confiée en 1447 à l'ingénieur Jean Pardo et à Jean Robert. Les coûts des premiers travaux s’élèvent à 4 322 florins, qui sont financés à hauteur de 2 000 florins par la ville, et de 1 200 florins par les pêcheurs du quartier Saint-Jean. Ceux-ci perçoivent pendant quatre ans une taxe sur les poissons. Le solde de 1 122 florins est complété par le roi René. Mais l'achèvement de la tour nécessite de réaliser en 1452 une deuxième tranche de travaux, qui s'élève à 3 200 florins, financés pour 2 000 florins par la ville et pour 1 200 florins par les pêcheurs de Saint-Jean. Le roi accorde à ces derniers la propriété perpétuelle de la calanque de Morgiou, avec le droit exclusif d'y établir une madrague pour la pêche au thon.

Tour du roi René
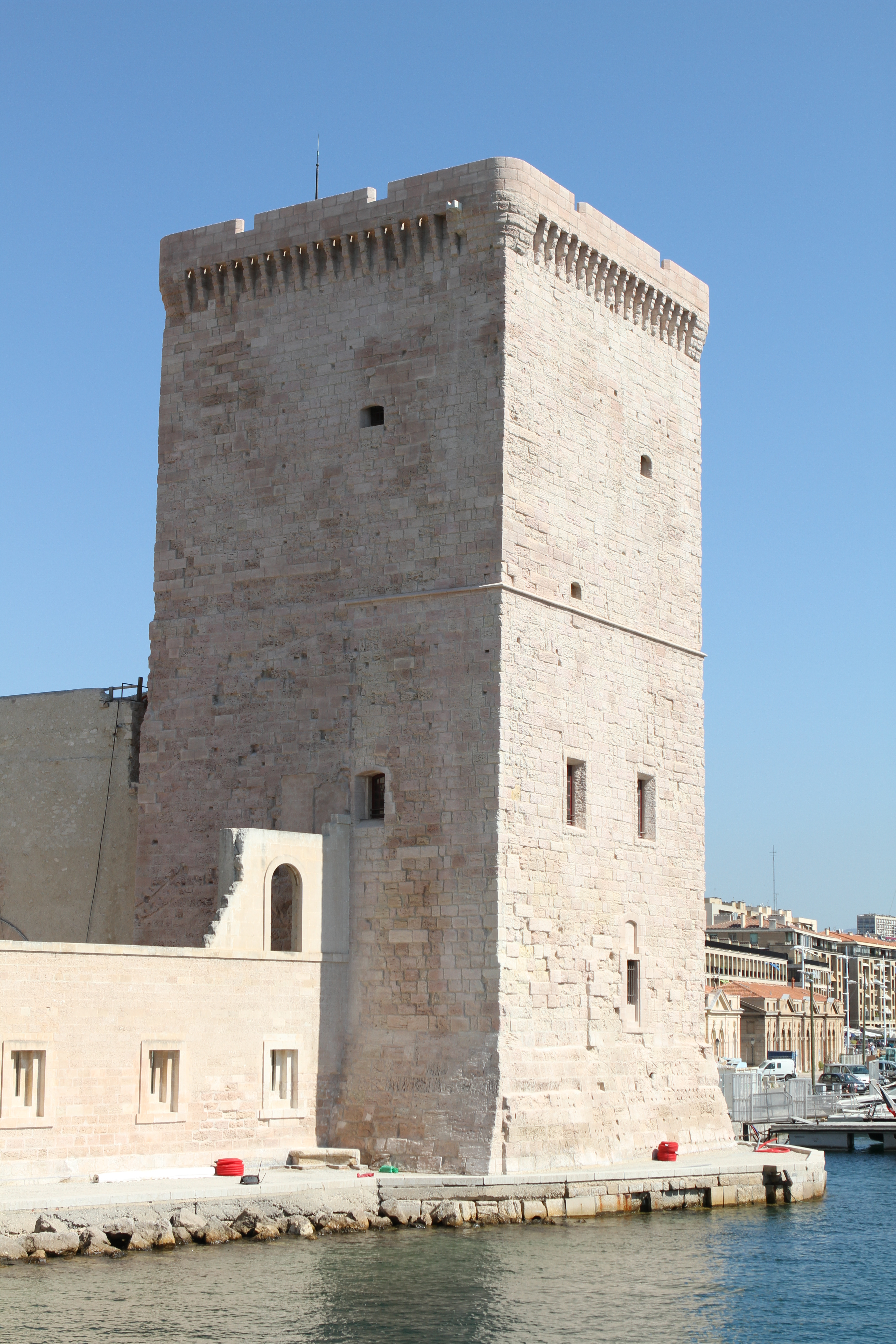
Tour du roi René vue de l'extérieur.
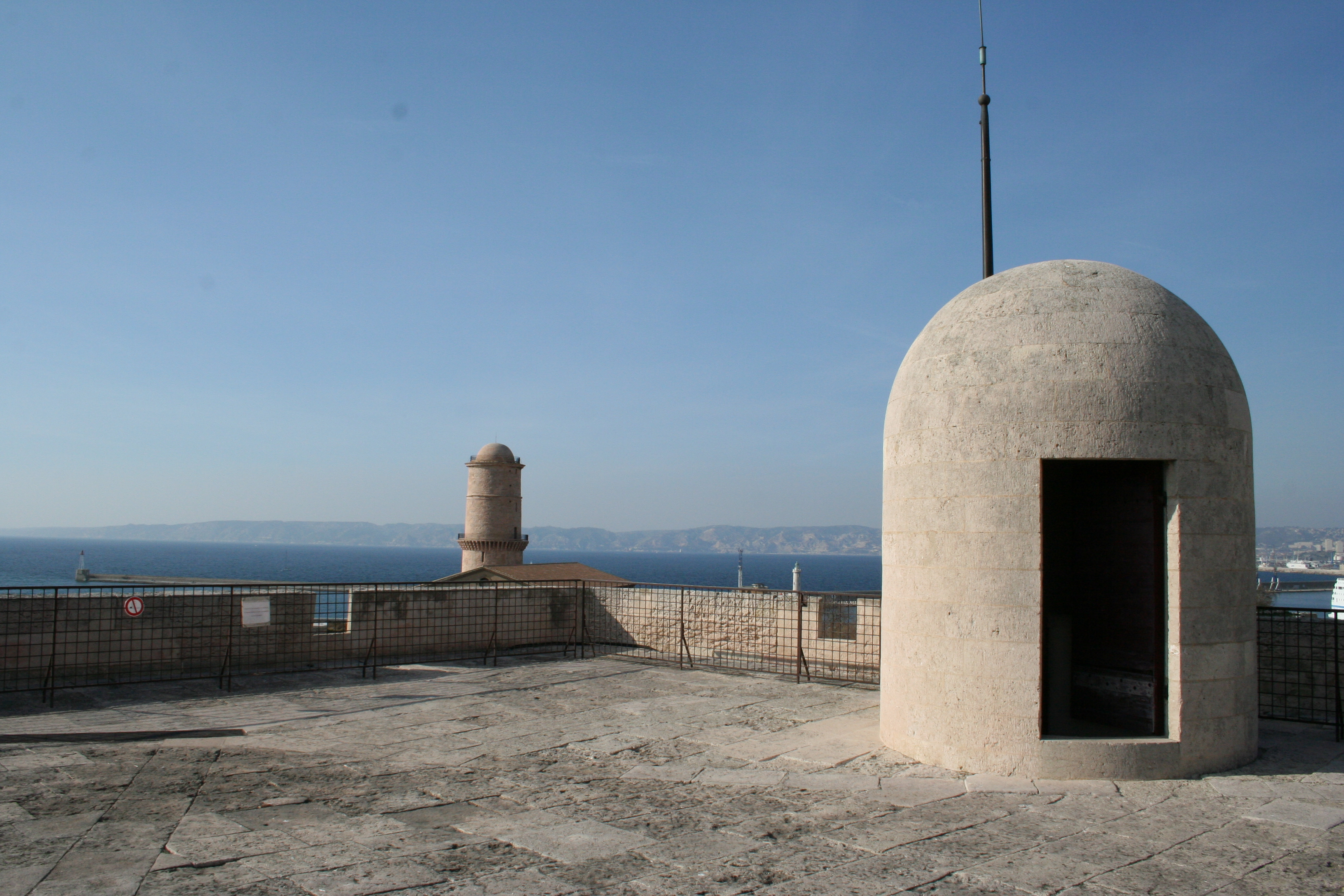
Terrasse de la tour.
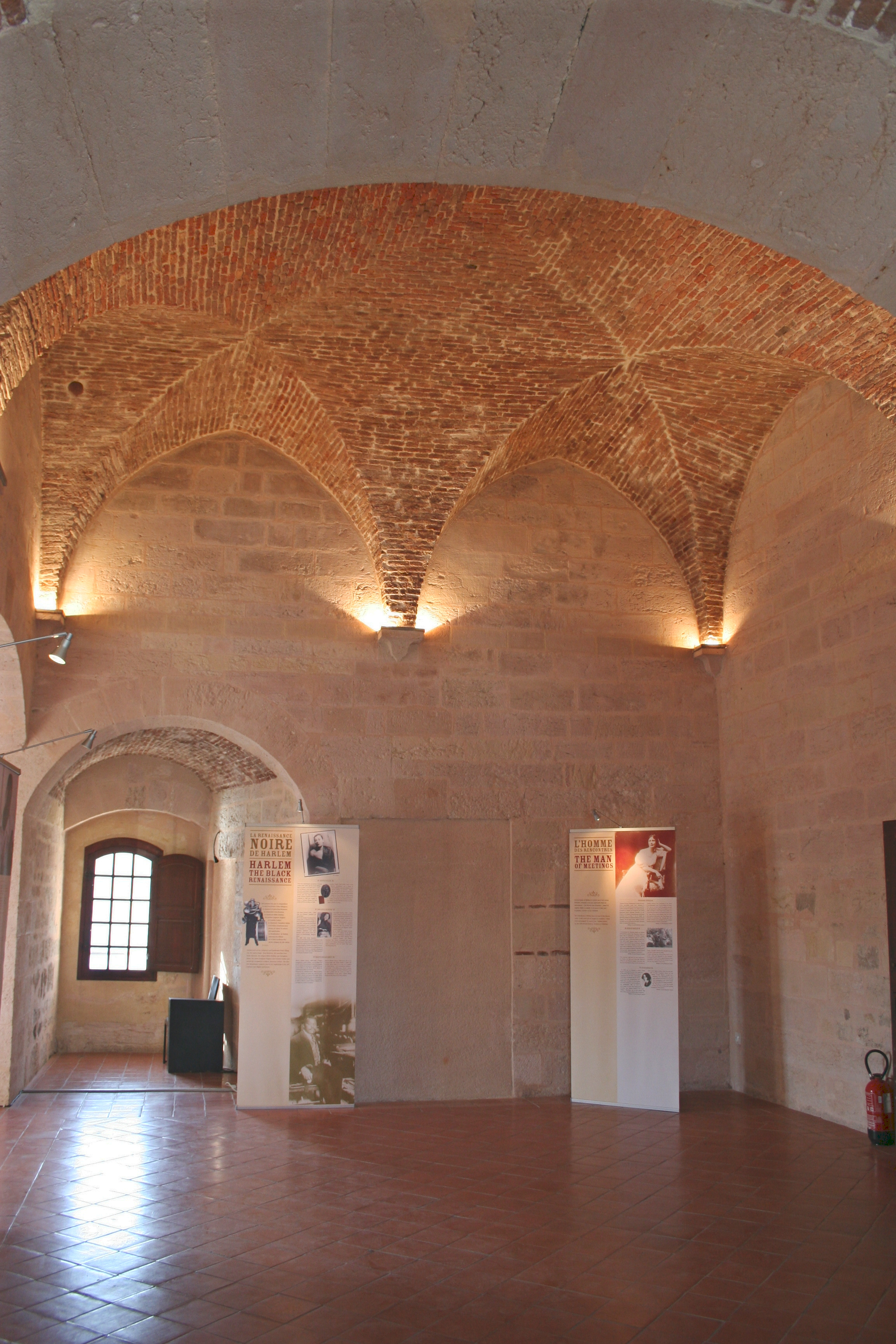
Salle du premier étage.
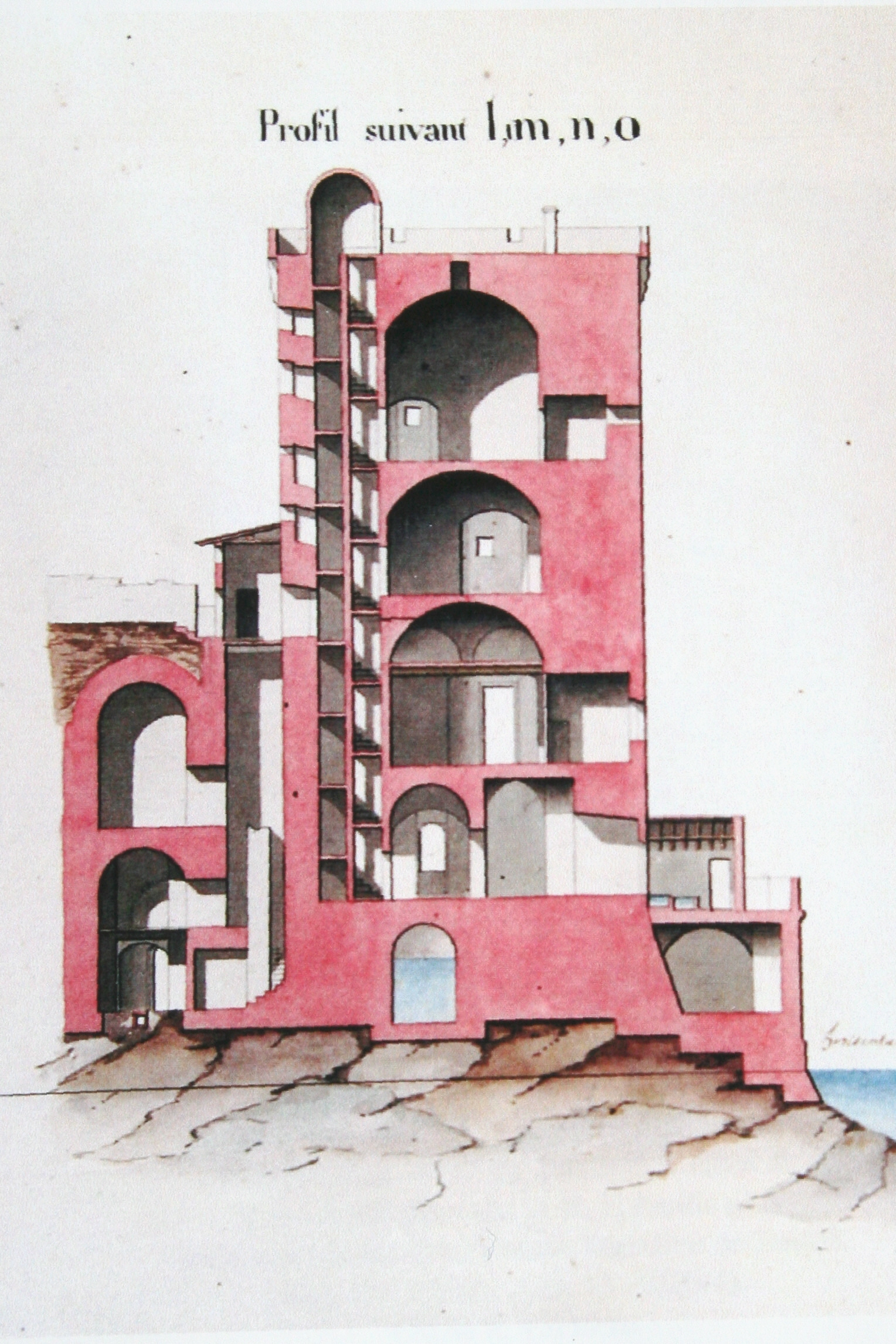
Tour du roi René. Coupe réalisée en 1821.
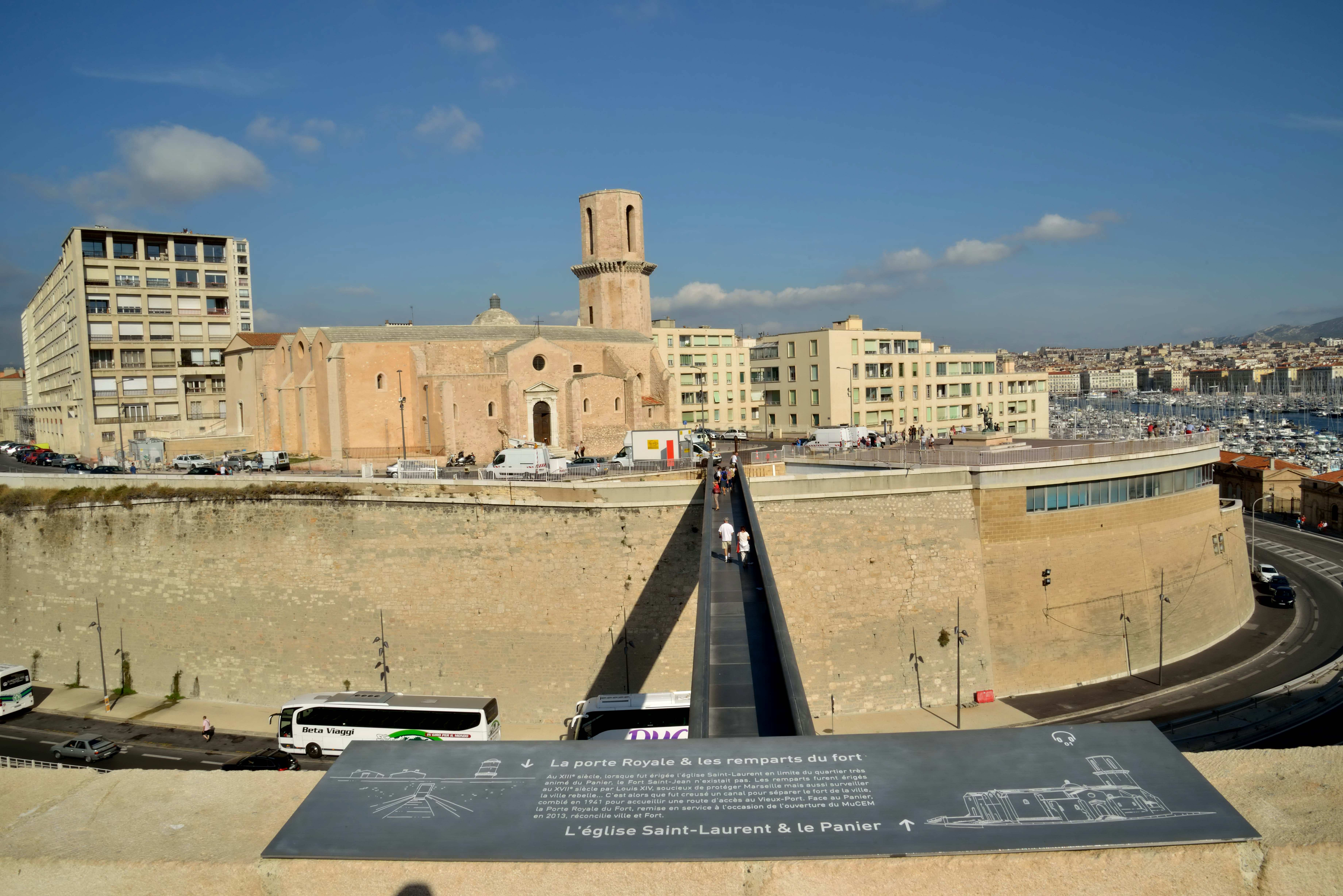
Passerelle qui relis la porte royale du fort au parvis de l'église Saint-Laurent.
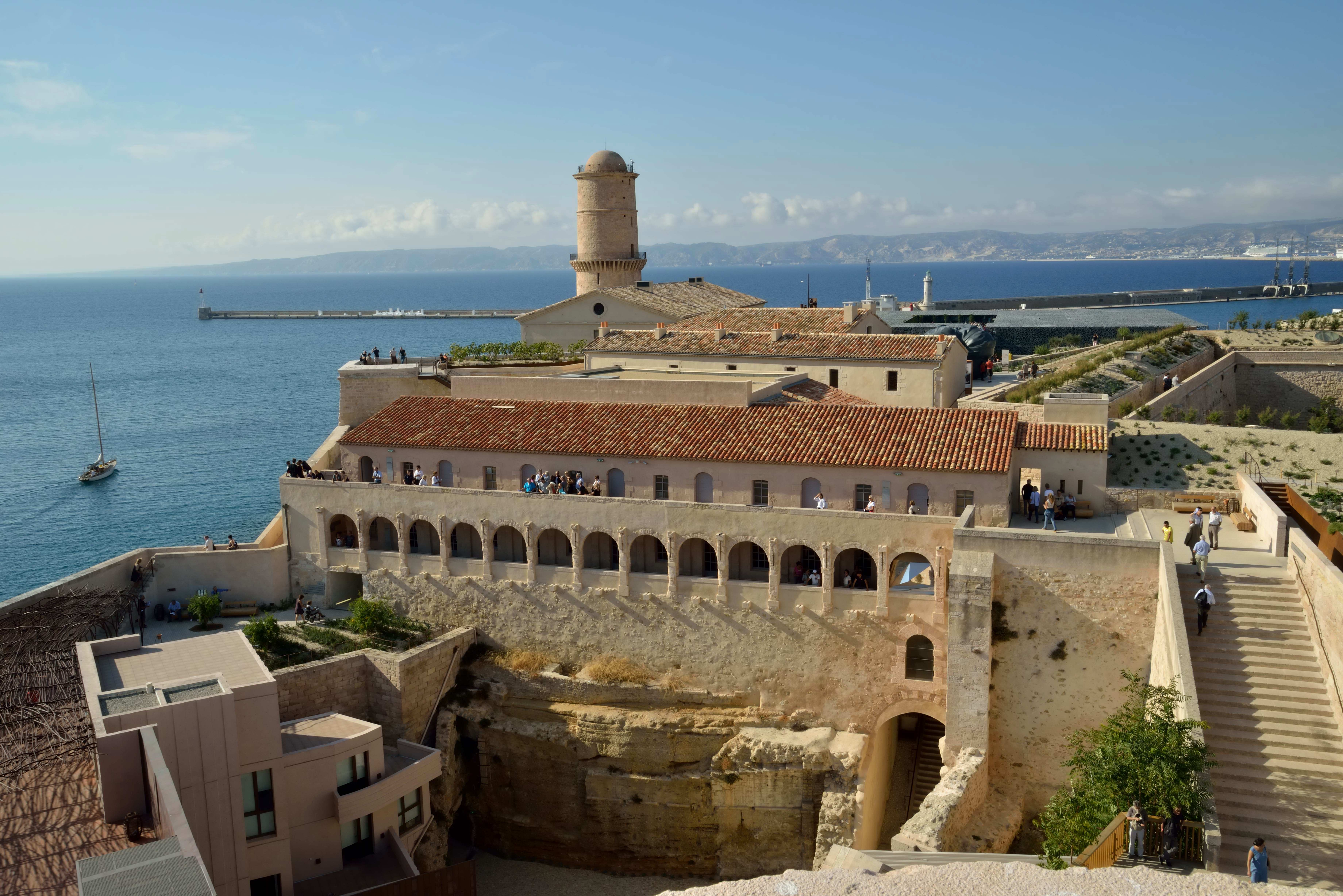
Vue depuis la tour du roi René.
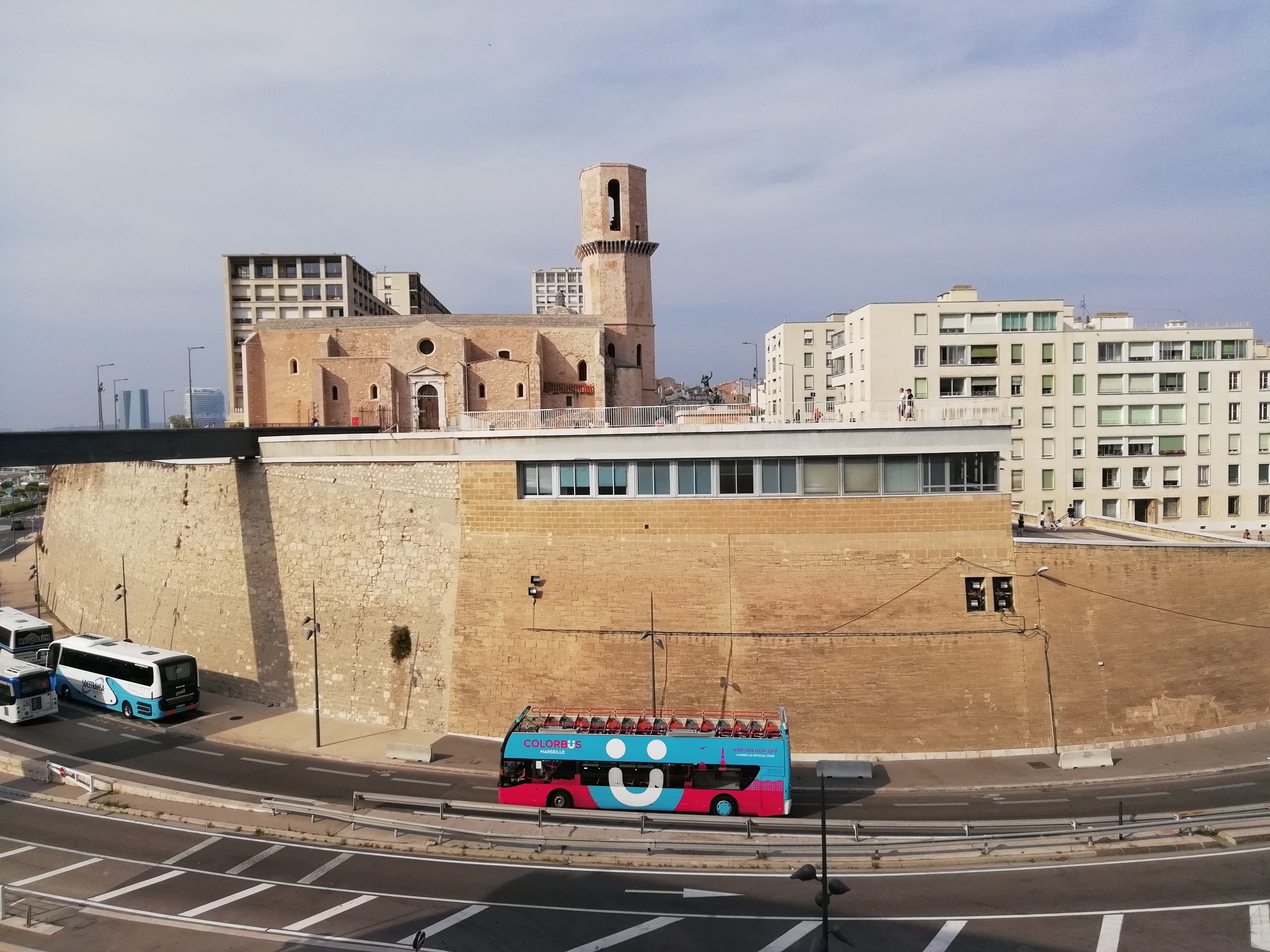
Église Saint-Laurent et canal, vus du fort.
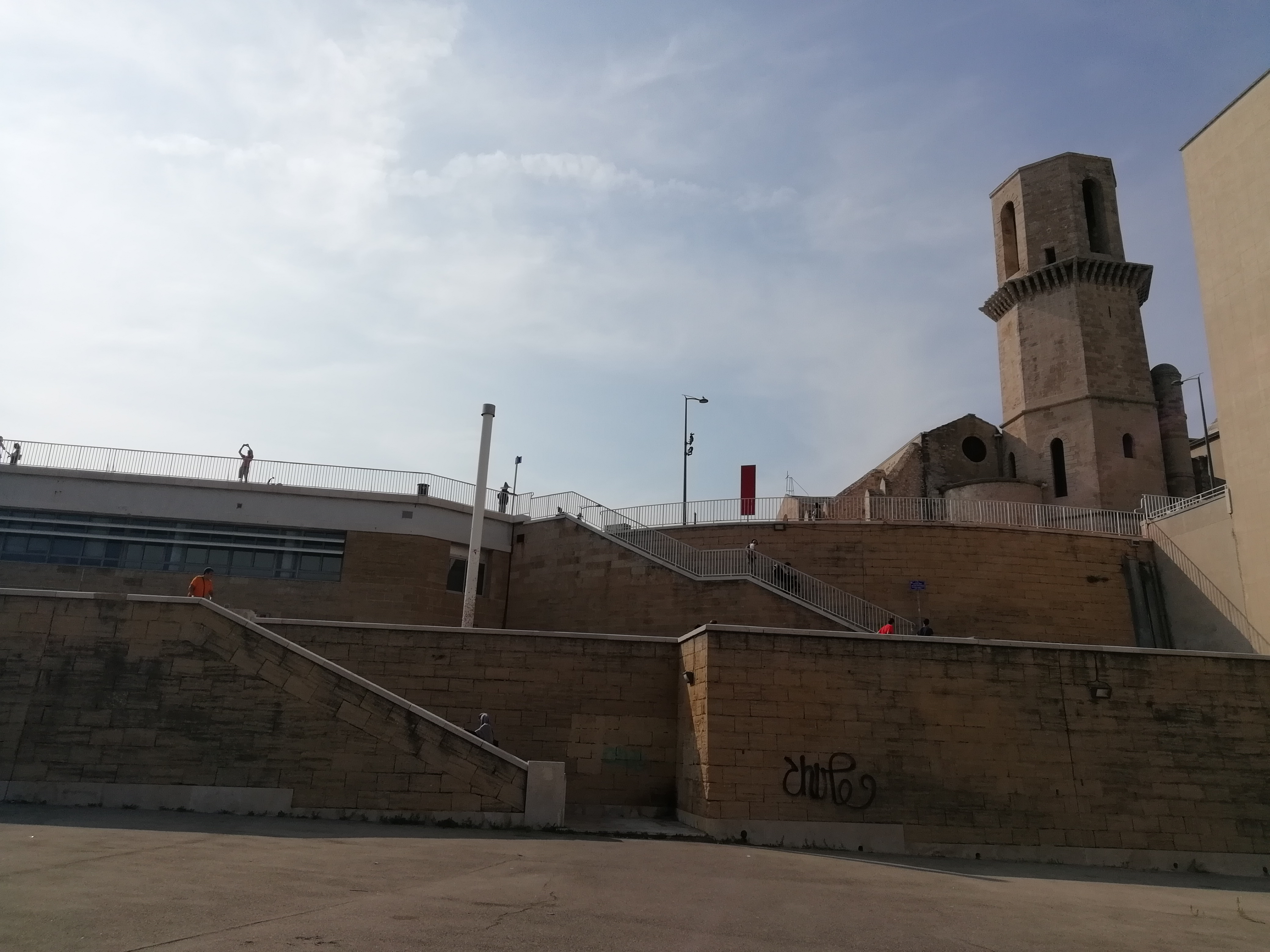
Église Saint-Laurent, vue du quai.
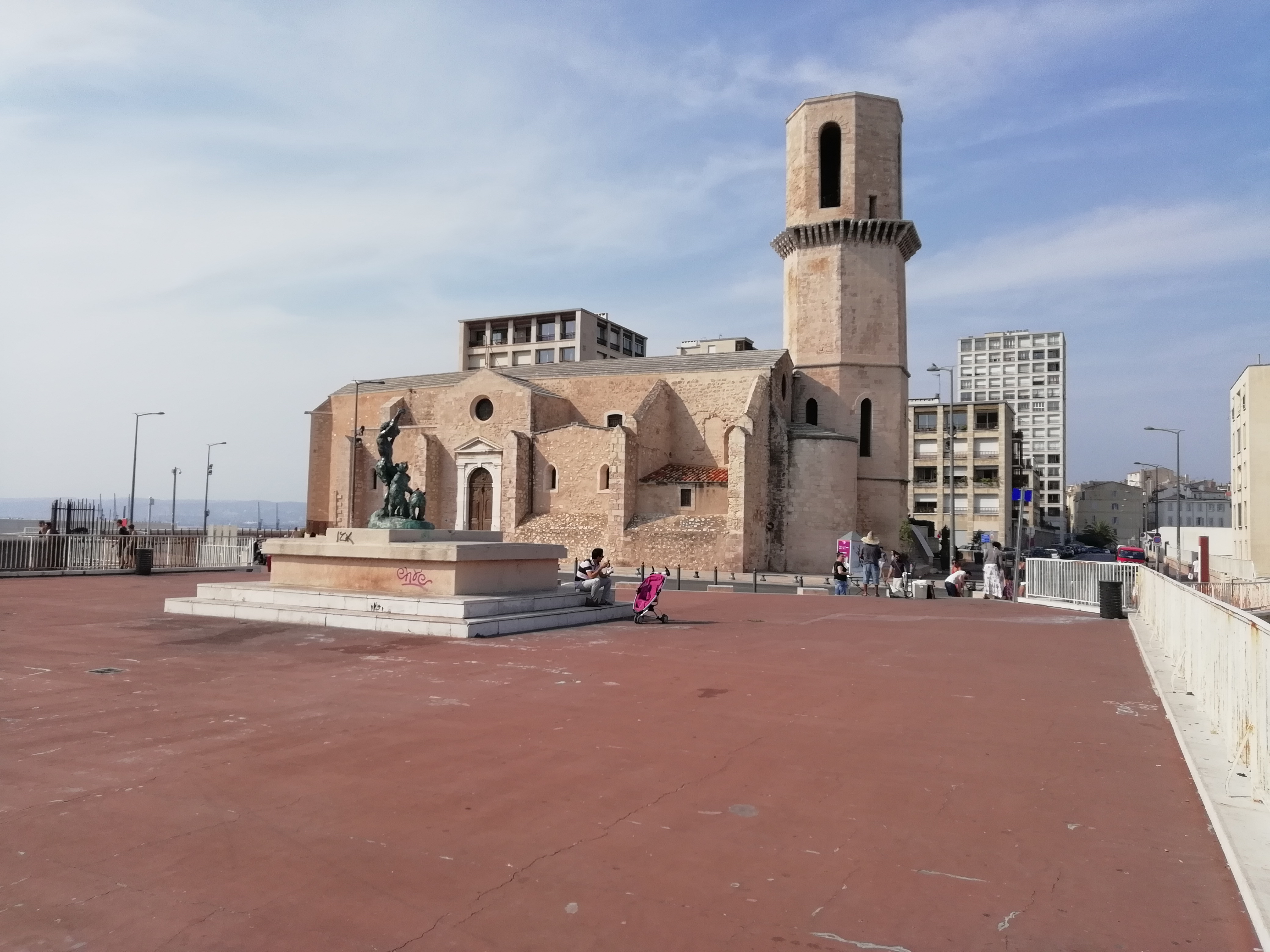
Église Saint-Laurent, vue du sud-ouest.

## Tour du fanal
À la demande des armateurs marseillais, une tour dite du fanal est érigée entre 1644 et 1646, à l'extrémité ouest du promontoire Saint-Jean. Cette tour de vigie signalant l'entrée du port est construite à l'emplacement d’une ancienne tour de guet totalement ruinée. Les travaux sont confiés à trois maçons, Bœuf, Gay et Alluys. Tour à faux mâchicoulis en ceinture médiane construite construite au centre d'un boulevard d'artillerie de l'enceinte, elle est aujourd'hui coiffé d'un dôme qui culmine à 49 m au-dessus du niveau la mer. Sur son sommet, on peut observer des ferrures qui permettaient de fixer et d'allumer des fascines de bois

La Tour du fanal
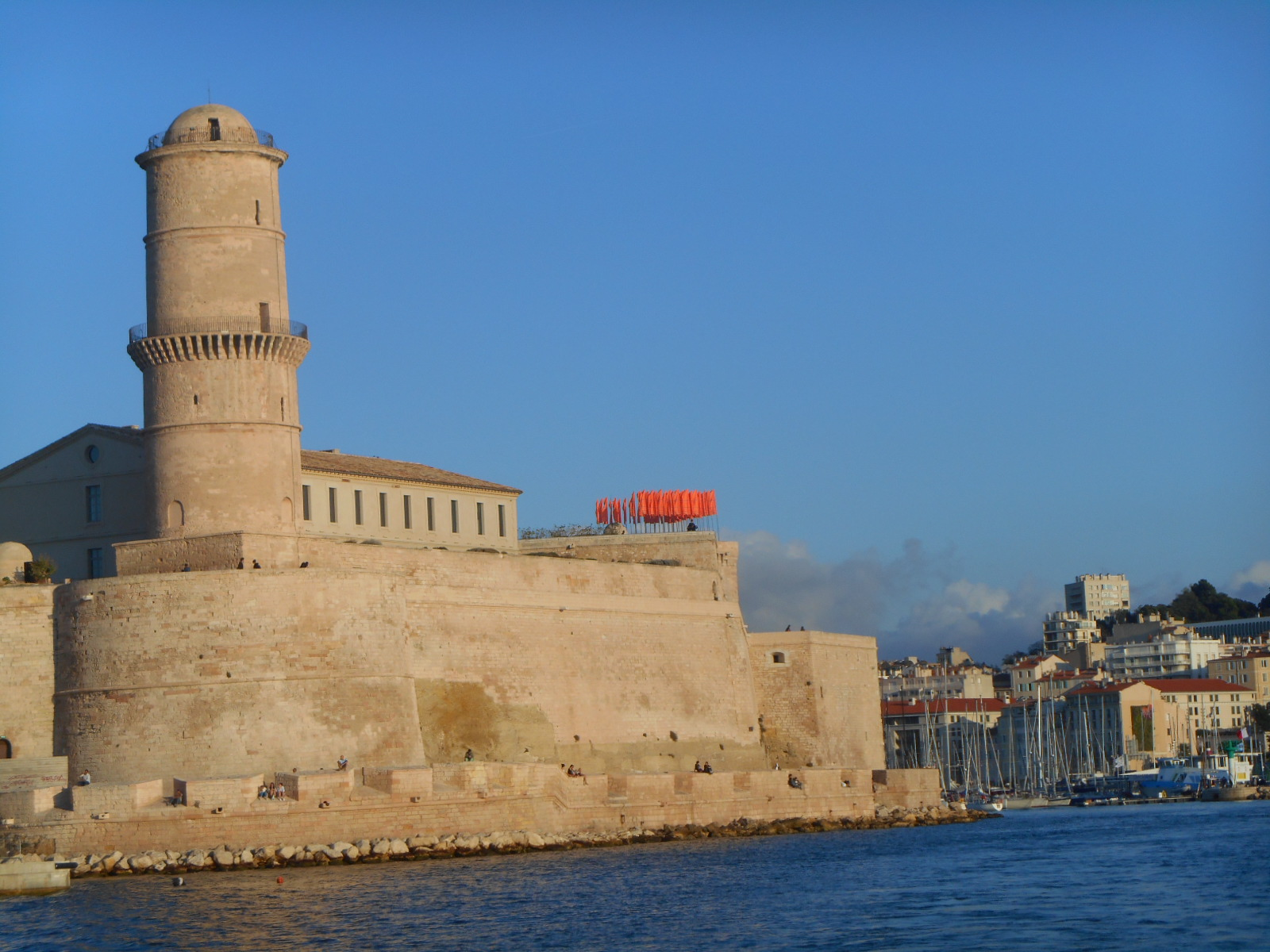
Tour du fanal et l'ancienne caserne, dénommée « bâtiment Georges Henri Rivière ».
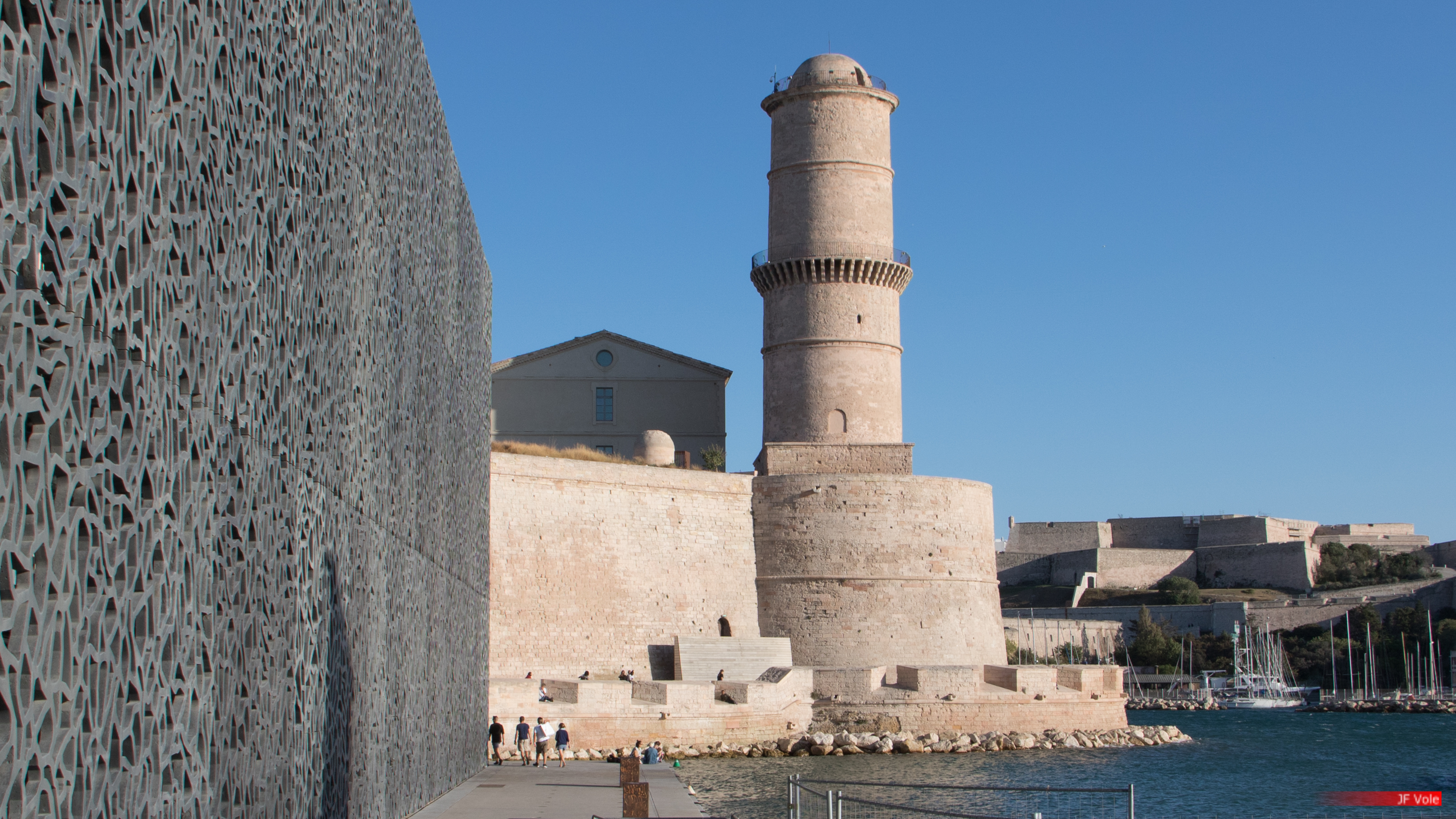
Tour vue depuis le MuCEM.
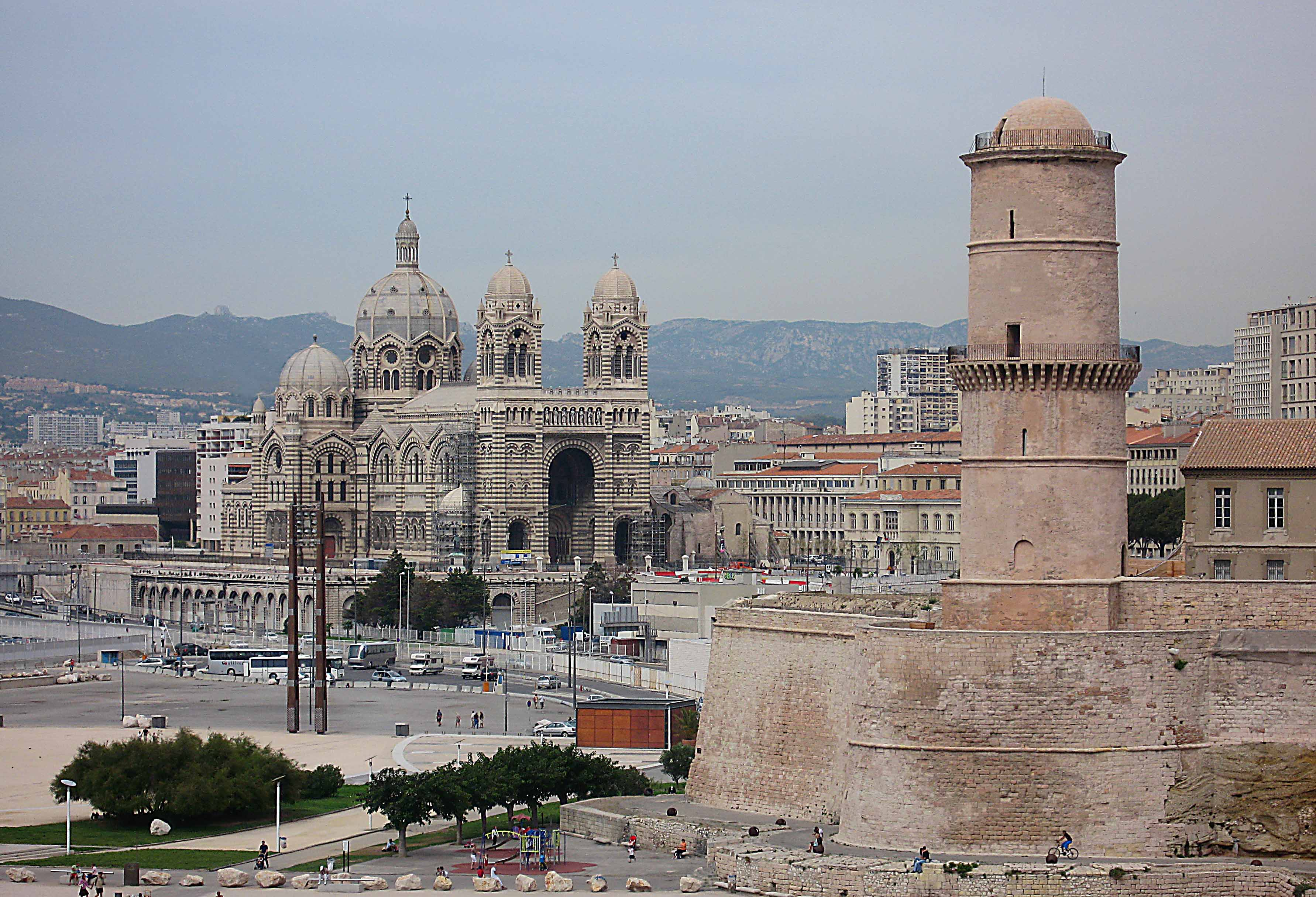
La tour repose sur un piédestal carré.

## Construction du fort

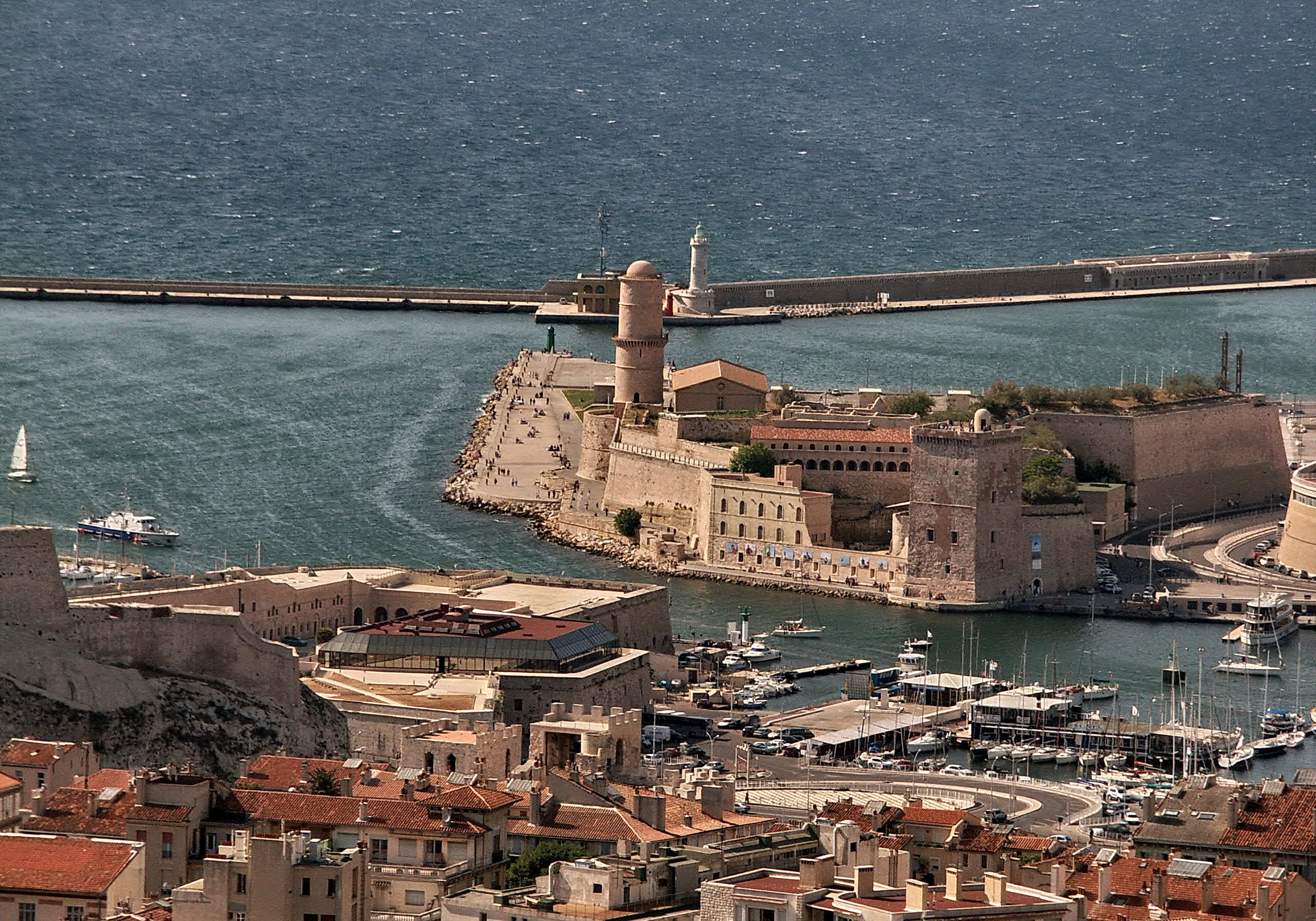
Le fort de Clerville est essentiellement constitué d'un front bastionné à deux demi-bastions dressé contre la vieille ville.

De 1655 à 1660, Marseille traverse une période d'agitation et de troubles. Elle entre en rébellion contre le royaume, ce qui provoque la réaction de Louis XIV. Le roi décide de punir les Marseillais et vient en personne réaffirmer son autorité. Le 2 mars 1660, il entre dans Marseille par une brèche ouverte dans les remparts. Afin de rappeler et d'imposer l'obéissance aux Marseillais, mais également pour renforcer le port, deux ouvrages sont construits à l'entrée du port : au sud la citadelle Saint-Nicolas et au nord le fort Saint-Jean, dont l'enceinte s’appuie sur la tour du roi René et englobe la tour du fanal. Un arsenal des galères est également construit.
La citadelle Saint-Nicolas et l'arsenal des galères sont mis en chantier rapidement. La construction du fort Saint-Jean est plus lente, car elle nécessite le départ des Hospitaliers et la démolition d'une partie des maisons du quartier. Le corps des pêcheurs est obligé de vendre au roi la maison commune qu'il possède près de l'église Saint-Jean.
À l’intérieur du fort, on distingue deux parties :
- au sud, une partie basse composée de la tour du roi René, conservée en l’état, et de l’ancienne commanderie. Celle-ci est transformée en logement pour le premier commandant du fort, Henri de Beringhen, à partir de 1664. L'église des Hospitaliers est partiellement recouverte de remblais ;
- au nord, une partie haute, probablement déjà commencée lorsque le premier président du parlement, Henry de Maynier d’Oppède, pose sa première pierre, sur laquelle sont construites des casernes[27].

Ces deux niveaux sont reliés par un tunnel qui permet le passage des canons depuis la partie basse pour les hisser à la partie haute. Voûtée, caladée, cette montée des canons permet de déboucher sur la porte royale
En 1671, à la mort de Louis Nicolas de Clerville, les travaux sont pratiquement terminés. Vauban, son successeur, est nommé en 1677 commissaire général des fortifications. Il vient à Marseille en 1679 et estime insuffisant le système de défense du fort. Il fait creuser un large fossé inondable dans la dépression topographique qui sépare le fort Saint-Jean de l'église Saint-Laurent. Il fait également construire de l'autre côté du fossé une fortification triangulaire appelée demi-lune, en face de l’entrée principale du fort qui se trouvait au niveau de l’actuel mémorial des camps de la mort. Il décide enfin de faire construire sur le front de mer, une batterie basse à barbette, permettant des feux rasants sur l'eau (appelés tirs à couler) vers la ligne de flottaison des vaisseaux.

## La période révolutionnaire

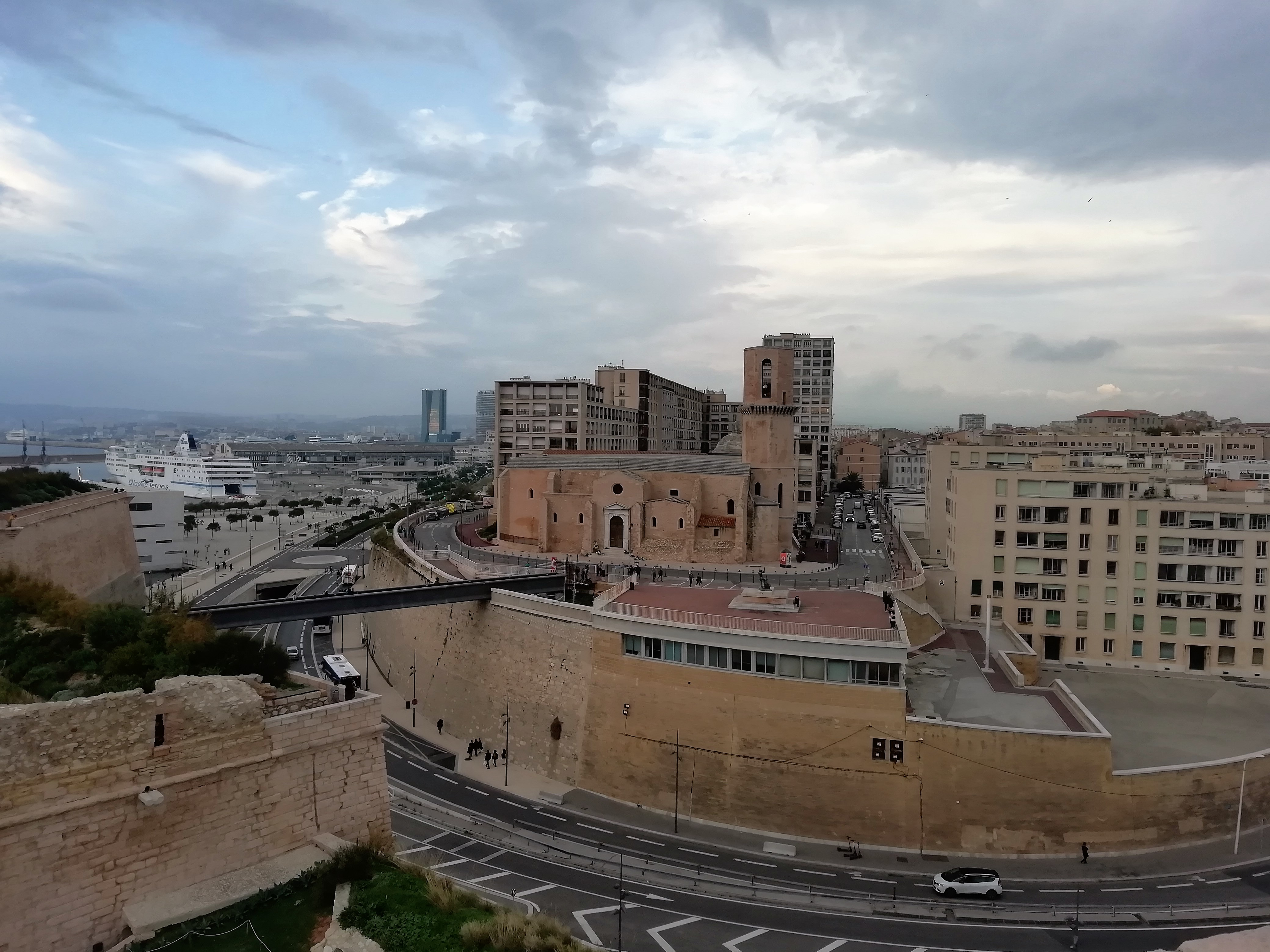
Les parties des remparts redressées du côté ville ne sont plus en pierre de taille de calcaire rose de La Couronne, mais en moellons de calcaire de Cassis qui tranche nettement avec les parties non détruites.

### Mort du major de Beausset
Le 30 avril 1790, la foule révolutionnaire décide d'investir les bastions marseillais : le fort de Notre-Dame de la Garde, qui domine la cité, et les forts Saint-Nicolas et Saint-Jean qui gardent l'entrée du port. La prise des deux premiers forts se fait sans difficulté, mais il n'en est pas de même pour le fort Saint-Jean. Louis Sauveur Hipolythe de Beausset, dit chevalier de Beausset, major du régiment de Vexin qui tenait la garnison, refuse de capituler. Le 2 mai 1790, en voulant s'enfuir, il est reconnu et massacré. Sa tête est promenée au bout d’une fourche.
À la même époque, les Marseillais se vengent de ce monument symbole du despotisme et commencent la démolition du front est regardant la ville, utilisant les pierres pour la construction des maisons quartier du Panier. L'Assemblée nationale, soucieuse de conserver un ouvrage utile à la défense de la ville, ordonne d’arrêter la démolition de la forteresse par décret du 28 mai 1790. En 1833, le préfet Thomas fait rétablir les parties démolies, mais cette restauration est faite en moellons de calcaire grisâtre de qualité médiocre, la pierre de Cassis, les carrières de la Couronne étant épuisées.

### Détention des princes d’Orléans
En 1793, le duc d’Orléans Philippe Égalité, ses deux fils les ducs de Montpensier et de Beaujolais, ainsi que sa sœur la princesse de Bourbon et le prince de Conti, sont enfermés au fort de Notre-Dame de la Garde. Le 27 mai 1793, le duc d’Orléans est transféré au fort Saint-Jean, et les autres prisonniers le rejoignent le 31 mai 1793.
Philippe Égalité est interné au troisième étage avec le duc de Beaujolais, et le duc de Montpensier est logé au second. Montpensier rejoint son frère au troisième étage lorsque leur père est transféré à Paris, le 24 octobre 1793, puis guillotiné le 6 novembre 1793. Le 1er mai 1794, les princes sont transférés de la tour aux appartements du commandant en second. Fin août 1795, le prince de Conti et la duchesse de Bourbon sont libérés. Les ducs de Montpensier et de Beaujolais sont également libérés fin 1796. Le 7 novembre 1796, ils s'embarquent sur le vaisseau « la Fortune » à destination de l’Amérique. Mais cette longue captivité a ruiné leur santé. Ils sont atteints l’un et l’autre d’une maladie de poitrine (tuberculose ?). Montpensier meurt à Londres en 1807, à l’âge de 32 ans. Il laisse un récit de sa détention au fort Saint-Jean qui a été récemment publié. Beaujolais décède à Malte à l’âge de 29 ans.

### Massacre des Jacobins
Après la chute de Robespierre le 27 juillet 1794, cent vingt-sept militants jacobins sont incarcérés dans le fort Saint-Jean. Le 5 juin 1795, une bande d'hommes armés sous le commandement de Robin quitte l’hôtel des ambassadeurs situé rue Beauvau et se dirige vers le fort Saint-Jean. Ayant forcé les portes des cachots, ils égorgent et fusillent plus de cent prisonniers.

## LeXIXesiècle: transformation des abords

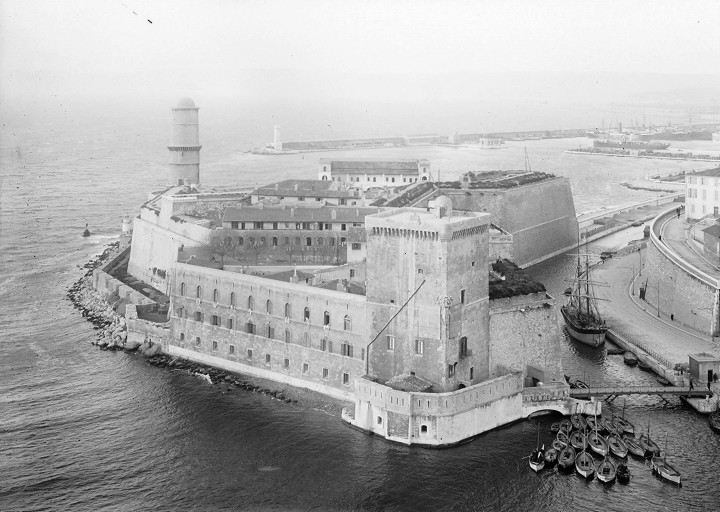
Fort Saint-Jean.

Une échelle de marée en marbre est installée au fort Saint-Jean à Marseille en 1840. Il a disposé jusqu'en 1944 de cette échelle, dont la cote 0,329 m a servi de point zéro au nivellement général de la France (NGF), et donc à toutes les altitudes données en France. L'échelle de marée a été détruite par le dynamitage et l'effondrement du fameux pont transbordeur. En 2020, le zéro de nivellement est à 1,661 m sous le repère fondamental, situé dans le local du marégraphe de Marseille, qui est exactement au même niveau que la cote 0,329 m du fort Saint-Jean.
Au début du XIXe siècle, le port de Marseille est de plus en plus encombré et ne répond plus aux impératifs économiques qu'impose l'apparition des navires à vapeur. Les projets d’extension portuaire se succèdent. Il est finalement décidé de créer au nord un nouveau port extérieur, construit au-delà du rivage, entièrement gagné sur la mer et protégé par une digue. La création du bassin de la Joliette est autorisée par la loi du 5 août 1844. Les travaux durent neuf ans : le nouveau bassin (20 ha) double presque celui du vieux port (26 ha).

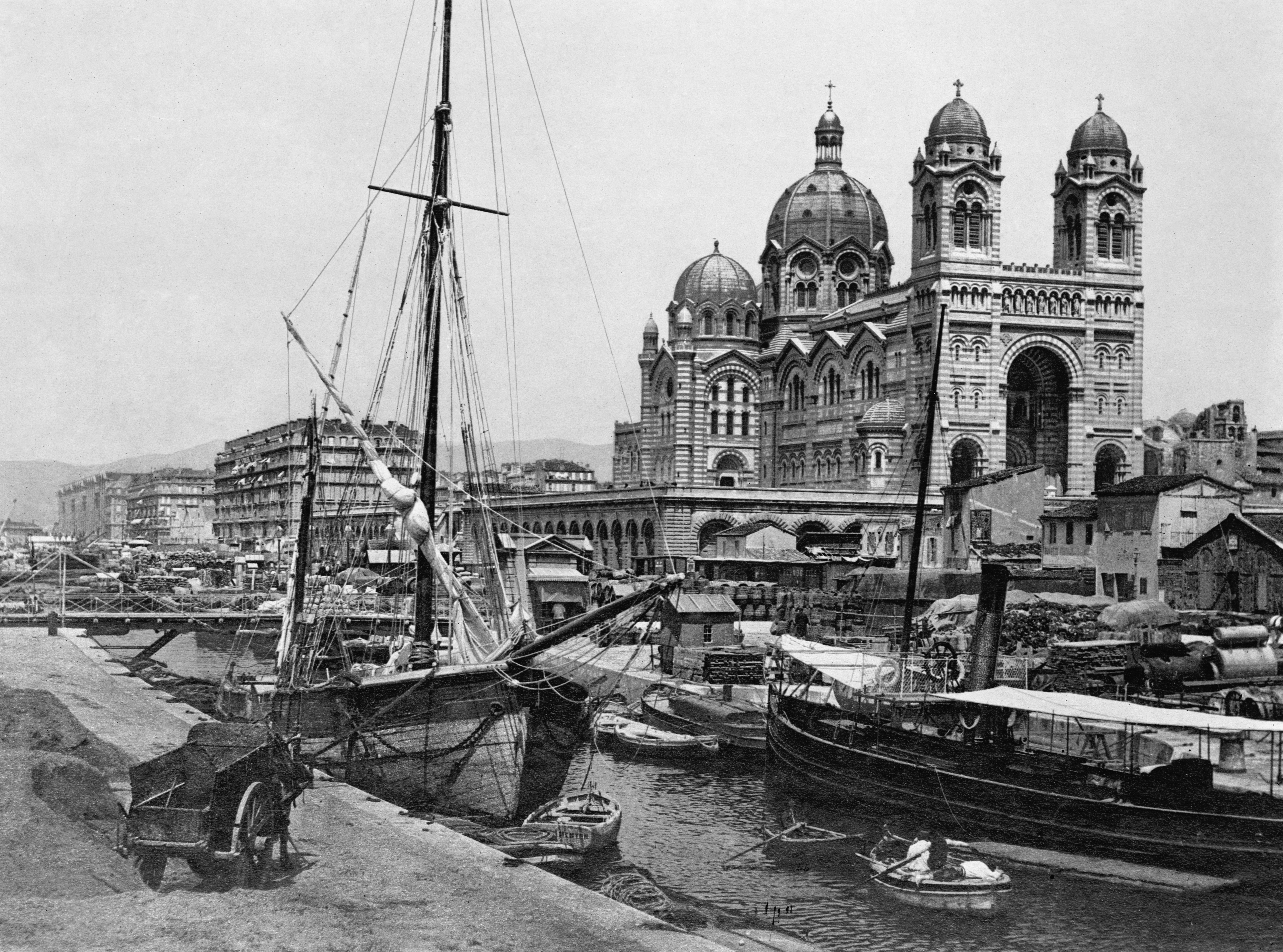
Ancien canal de jonction entre le Vieux-port et le port de La Joliette. En arrière-plan, la cathédrale.

Les deux bassins sont reliés par un chenal de 150 mètres de long, creusé dans l'ancien fossé du fort Saint-Jean qui devient ainsi une île. Pour rendre le fort accessible aux véhicules, deux ponts tournants sont construits : le pont tournant du fort Saint-Jean, long de 2,65 mètres, et celui de la Major, long de 3,80 mètres.
Côté Joliette, le canal est isolé de la mer par des enrochements réalisés avec des « pierres plates », d'où le nom donné à cette zone qui devient le lieu d'élection des baigneurs et des pêcheurs à la ligne.
Le long du quai de ce canal stationnent souvent des navires de type brick en attente de chargement, et des voiliers italiens qui viennent embarquer de la ferraille.

## LeXXesiècle

### Le pont transbordeur

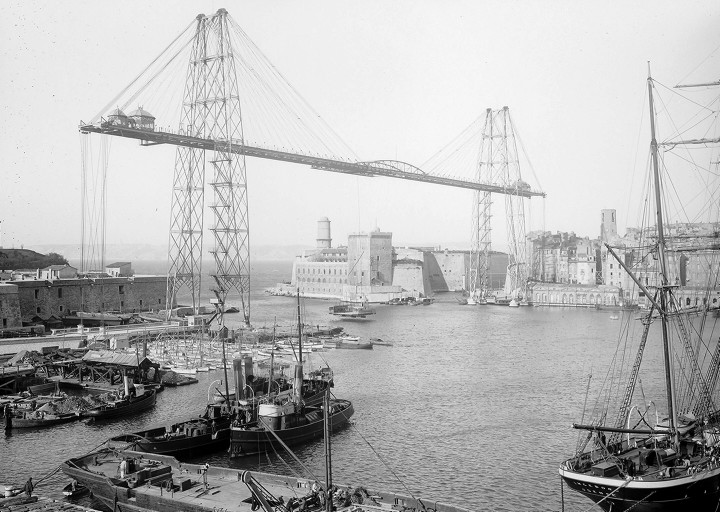
L'une des piles du pont transbordeur est proche du fort saint-Jean.

Le pont transbordeur est inauguré le 24 décembre 1905 pour permettre le passage d'une rive à l'autre du vieux port, à l'aide d'une nacelle suspendue à un portique. Il fonctionnera jusqu'à son dynamitage en 1944. Le fort Saint-Jean se trouve indissociablement lié à l’image du port.

### Nouvelle caserne
En 1908, une nouvelle caserne actuellement appelée bâtiment H ou Georges Henri Rivière, est construite sur le front ouest du fort, à proximité de la tour du fanal. Les travaux de fondation seront suivis par l'archéologue Vasseur.

### Comblement du canal de liaison
À peine achevé en 1853, le bassin de la Joliette s'avère insuffisant. Il doit être prolongé par les bassins du Lazaret et d'Arenc, dont le creusement est décidé par la loi du 10 juin 1854. D'autres bassins sont également créés : le bassin impérial (actuellement bassin national), et ceux de la Pinède, du président Wilson et de Mirabeau. Le bassin de la Joliette, le plus ancien, doit être modifié. Le 20 avril 1929 a lieu le début des travaux qui consistent à changer l'orientation des quais, avec la construction de la digue du fort Saint-Jean et des moles J1, J2, J3 et J4. Le canal de jonction Joliette – Vieux Port, qui ne se justifie plus, est comblé à partir de 1938.

### La Seconde Guerre mondiale
Les troupes allemandes occupent Marseille dès le 12 novembre 1942. Ils prennent possession du fort Saint-Jean, où ils stockent des explosifs dans la partie basse. Après le débarquement allié en Provence en août 1944, ce dépôt explose lors d'un bombardement précédant la libération de la ville. Des constructions datant du XIIe et XIXe siècles sont détruites.

## LeXXIesiècle

Plan du Fort Saint-Jean
1- Tour du roi René,
2- Chapelle Saint-Jean,
3- Ancien bâtiment du DRASSM,
4- Cour intérieure de la partie basse,
5- Escalier,
6- Galerie des officiers,
7- Ruines d'anciennes casernes,
8- Galerie de la montée des canons,
9- Bâtiment Georges Henri Rivière,
10- Tour du fanal,
11- Tracé de l'ancienne demi-lune,
12- Ancienne consigne sanitaire,
13- Mémorial des camps de la mort (ancien blockhaus),
14- Église Saint-Laurent.

### Les travaux successifs
Après la Libération, l'armée française reprend possession du fort, bien que l'ensemble ne présente plus un grand intérêt stratégique. L'ampleur des réparations à faire incitent les autorités militaires à renoncer à reconstruire les bâtiments détruits. Elles effectuent seulement un nivellement des déblais dans la partie basse du fort, enterrant ce qui restait de l’ancienne commanderie.
En 1960, le fort est cédé au Ministère des affaires culturelles, qui le fait classer monument historique par arrêté du 16 juin 1964. De nouveaux bâtiments sont construits de 1967 à 1971 dans la partie basse, sur les restes du palais du commandeur, pour loger le service des antiquités sous-marines, aujourd'hui Département des recherches archéologiques subaquatiques et sous-marines (DRASSM). Ces locaux sont occupés par le MuCEM depuis janvier 2009, lorsque le DRASSM a été transféré dans de nouveaux bâtiments à l’Estaque.
De 1975 à 1978, le mur d'enceinte sud qui avait été démoli par l’explosion de 1944 est partiellement reconstruit. Divers travaux sont effectués de 1980 à 2000 : restaurations de la tour du roi René et de la tour du fanal, fouilles archéologiques à la chapelle Saint-Jean, aménagement de l'ancien bunker allemand situé à l'est du fort en mémorial des camps de la mort.

### Les bâtiments actuels
À l'intérieur des remparts du fort, les bâtiments se répartissent en deux niveaux :

#### Niveau inférieur
- La tour à plan carré du roi René, d'une hauteur de 28,50 mètres, se compose de quatre niveaux voûtés[44] desservis par un escalier à vis de 147 marches. Une première salle occupe une surface de 42 m2, une deuxième de 58,60 m2, une troisième de 44,20 m2 et une dernière de 42,20 m2. La terrasse d'artillerie a une superficie de 180 m2.
- La chapelle Saint-Jean, dont le clocher a été restauré grâce au mécénat de l'Ordre de Malte et du Rotary club de Marseille.
- Le bâtiment moderne du DRASSM.
- Une petite place, de laquelle part la galerie de la montée des canons, qui passe sous la galerie des officiers pour aboutir au niveau supérieur.

#### Niveau supérieur
- La galerie des officiers.
- La tour ronde du fanal.
- D'anciens casernements démolis, où les vestiges d'un moulin et d'une boulangerie sont encore visibles.
- L'ancienne caserne, dénommée « bâtiment Georges Henri Rivière ».

### Le MuCEM

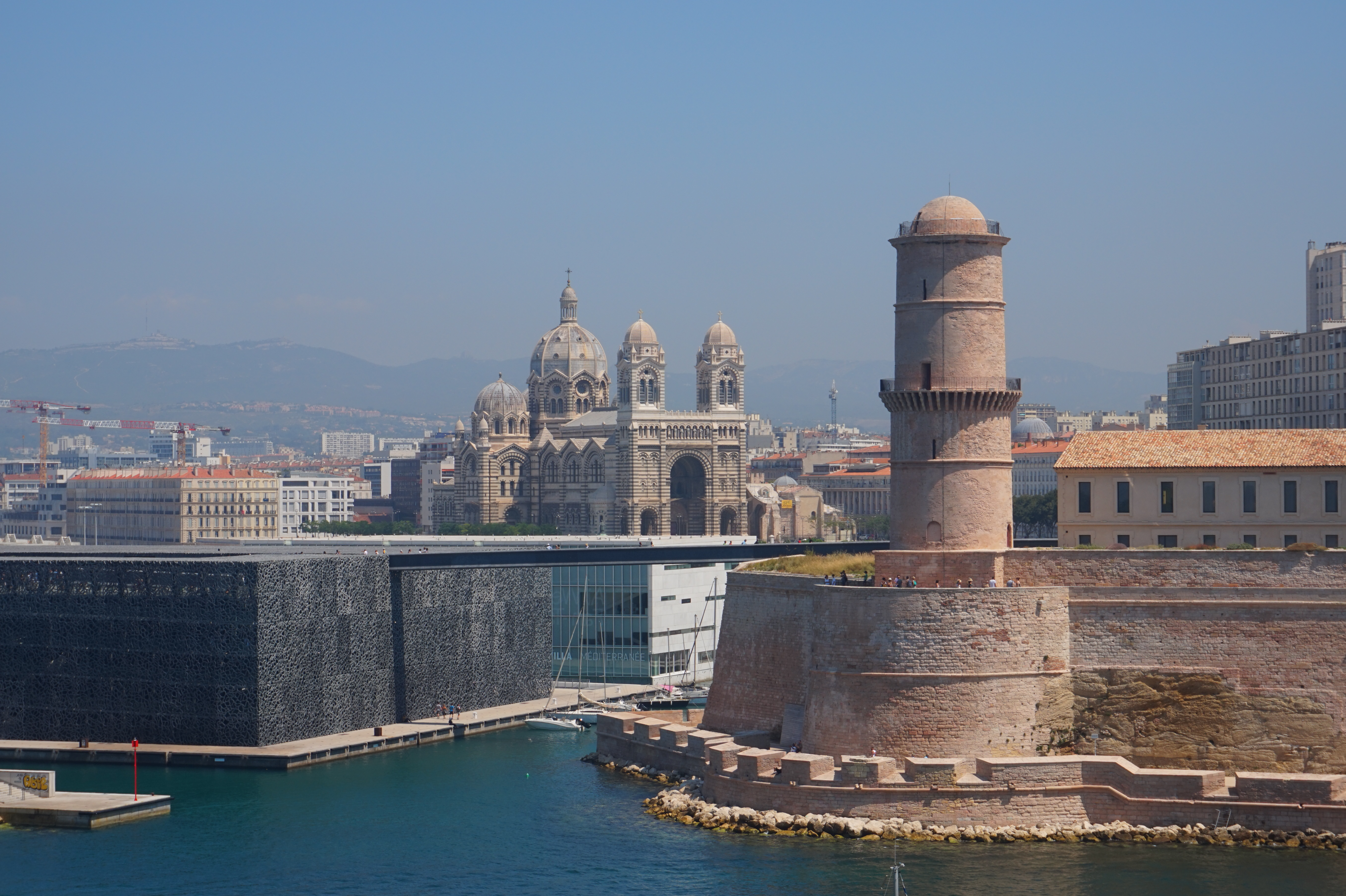
Le J4 (cube de béton et de verre) est relié au fort Saint-Jean par une passerelle de béton.

Le musée national des Arts et Traditions populaires (MNAT), qui était situé à Paris, est fermé en 2005 et ses collections transférées au musée des Civilisations de l'Europe et de la Méditerranée (MuCEM) implanté à Marseille. Ce musée s'étend sur deux sites : le fort Saint-Jean et le môle J4, où est construit un bâtiment conçu par l'architecte Rudy Ricciotti. Une passerelle de 130 m de long, surplombant à 19 m de hauteur une darse séparant les deux sites, permet de relier le fort au musée. Une autre passerelle permet l'accès direct du fort depuis l'esplanade de l'église Saint-Laurent.
Le musée proprement dit est installé dans le nouveau bâtiment Ricciotti. Les bâtiments du fort Saint-Jean sont utilisés de la manière suivante.
En partie basse :
- la tour du roi René est consacrée à l'histoire du site ;
- la chapelle est réservée à l'exposition « Le temps des loisirs ». Elle est actuellement fermée à cause d'un risque de chutes de pierres ;
- le bâtiment du DRASSM accueille l'Institut Méditerranéen des Métiers du Patrimoine (I2MP).

En partie haute :
- la salle du corps de garde, en haut de la montée des canons, accueille un spectacle audiovisuel qui retrace l'histoire du fort ;
- les casernements hébergent des ateliers et des expositions permanentes ;
- le bâtiment Georges Henri Rivière est réservé à des expositions temporaires ;
- le chemin de ronde est entouré de plantations emblématiques de la Méditerranée (chênes blancs et verts ; orangers ; myrtes ; safran et aromates, etc.)

Gérald Passédat, chef trois étoiles de Marseille, s'est vu attribuer tous les espaces de restauration du MuCEM.
La Table, « bistrot chic » et La Cuisine, restauration « casual » sont situés au dernier étage du bâtiment Ricciotti.
Le Café du Fort se situe dans le Fort Saint Jean, à proximité du bâtiment Georges Henri Rivière, et bénéficie d'un terrasse ombragée.

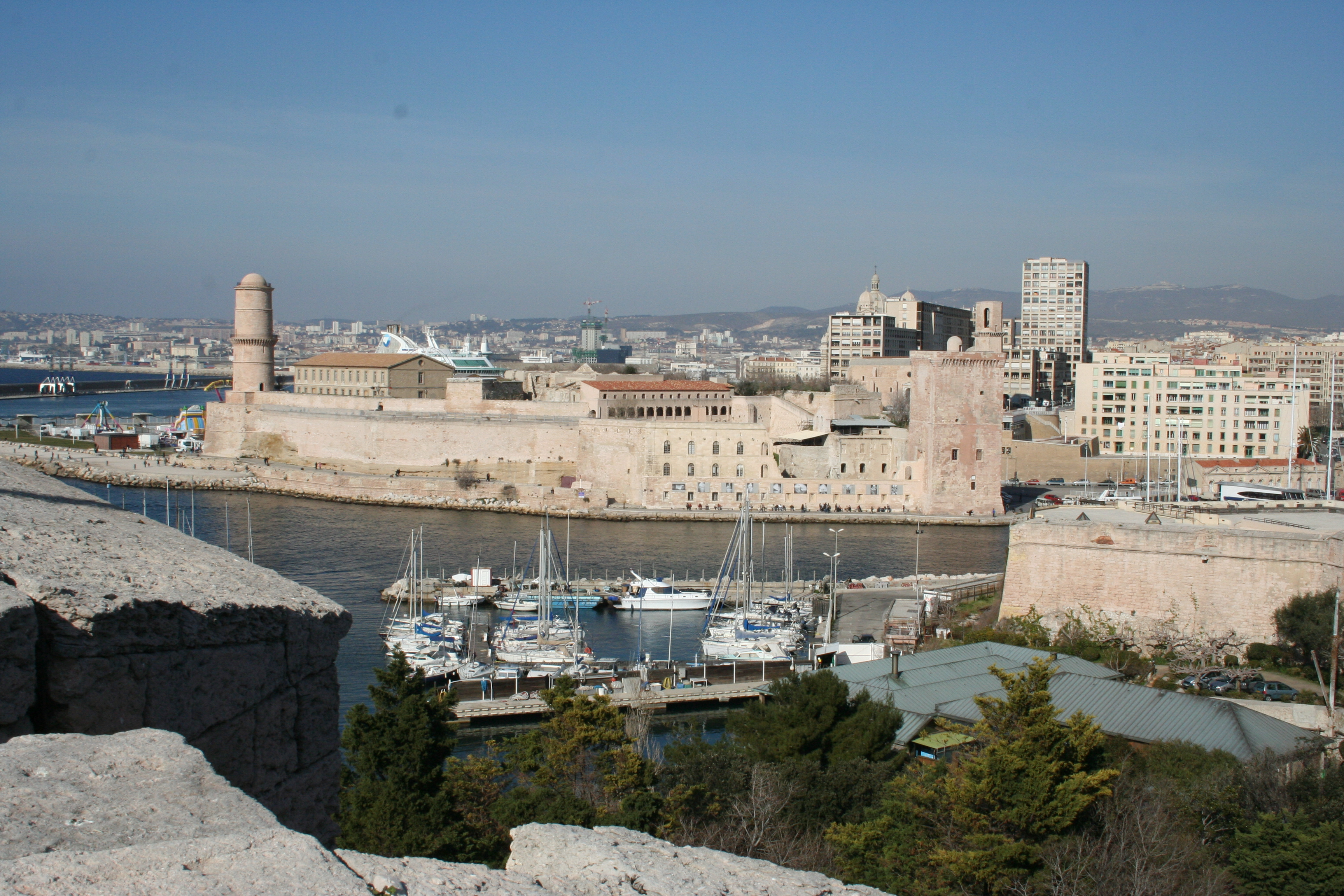
Vue depuis le fort Saint-Nicolas. De gauche à droite : tour du fanal, bâtiment G.H. Rivière, galerie des officiers, tour du roi René.
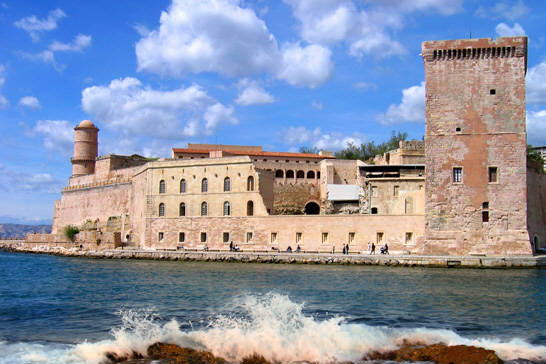
Le fort Saint-Jean.
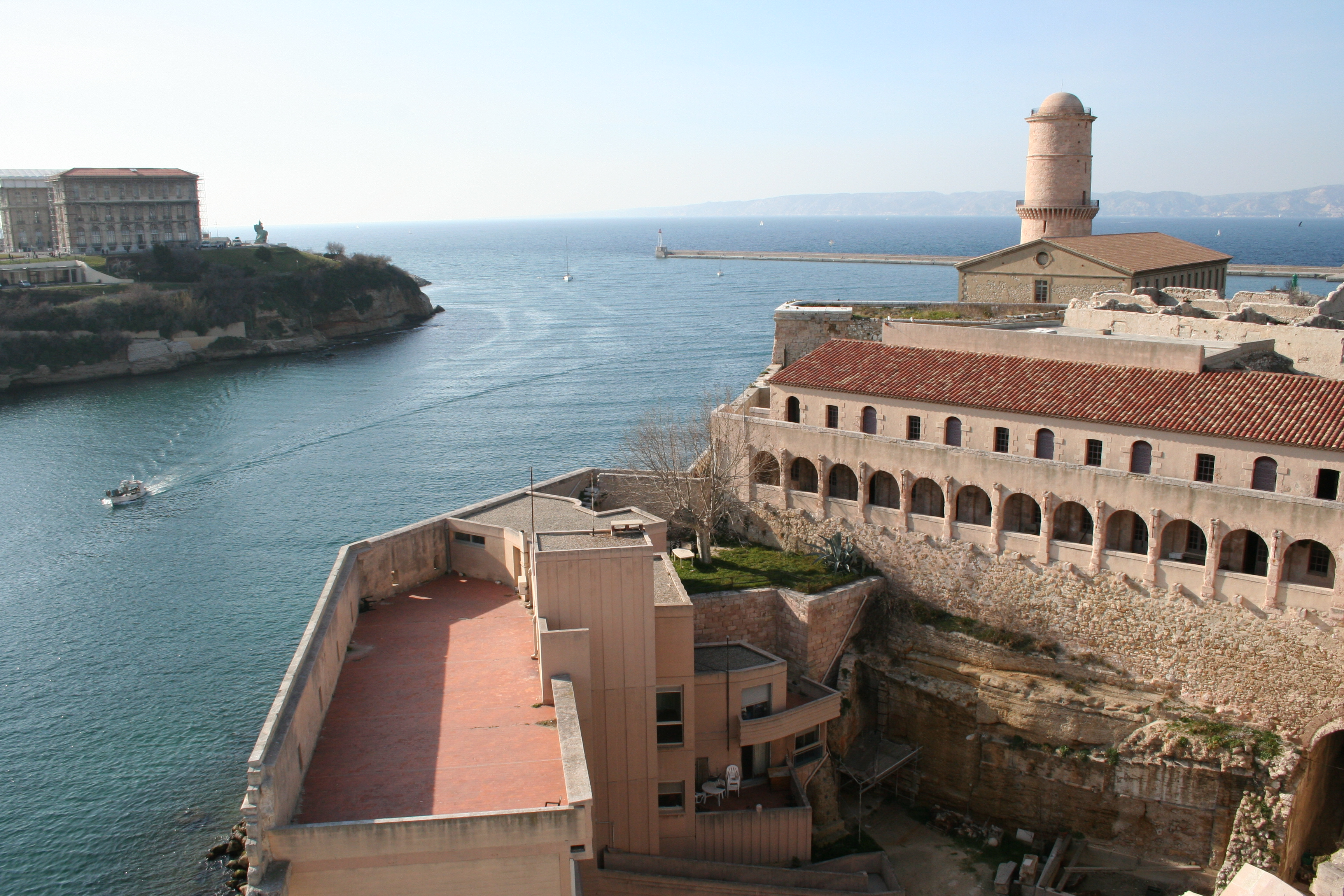
Le bâtiment du DRASSM et galerie des officiers Au fond bâtiment G.H.Rivière et fanal.
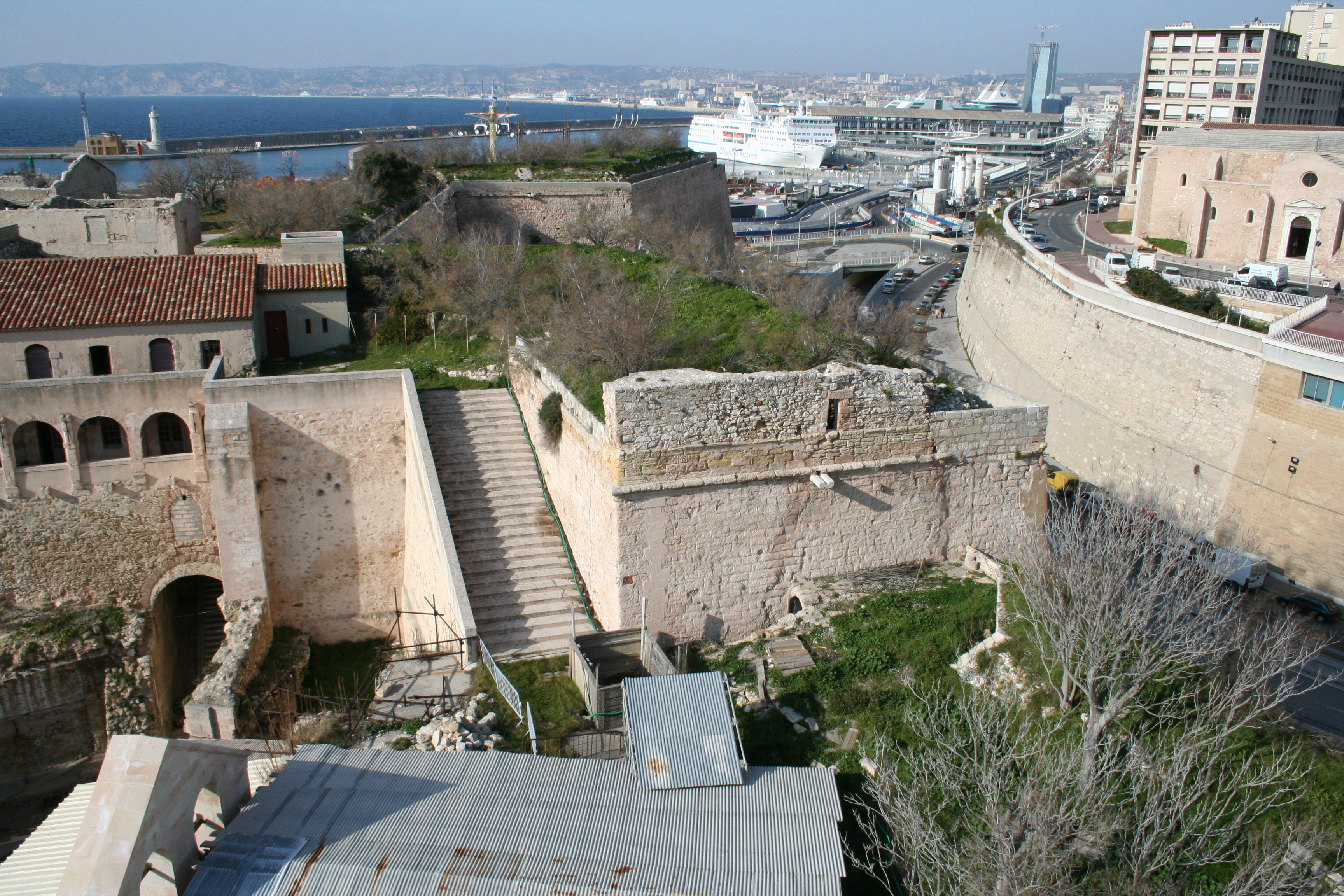
La chapelle Saint-Jean au 1er plan. À gauche, la galerie des officiers, et en dessous le tunnel de la montée des canons.